# Freie Stadt Frankfurt
Die Freie Stadt Frankfurt war von 1815 bis 1866 einer von vier Stadtstaaten im Deutschen Bund. Sie war Sitz des Bundestages und ein Finanzzentrum von europäischem Rang. Im Frankfurter Wachensturm versuchten Aufständische 1833 eine deutsche Revolution in Gang zu bringen. 1848/49 tagte in der Paulskirche die Frankfurter Nationalversammlung.
Im Deutschen Krieg wurde sie am 16. Juli 1866 von preußischen Truppen besetzt. Am 3. Oktober 1866 annektierte Preußen die Freie Stadt Frankfurt und gliederte sie der neu geschaffenen Provinz Hessen-Nassau ein.

## Geschichte

### Koalitionskriege und Wiener Kongress

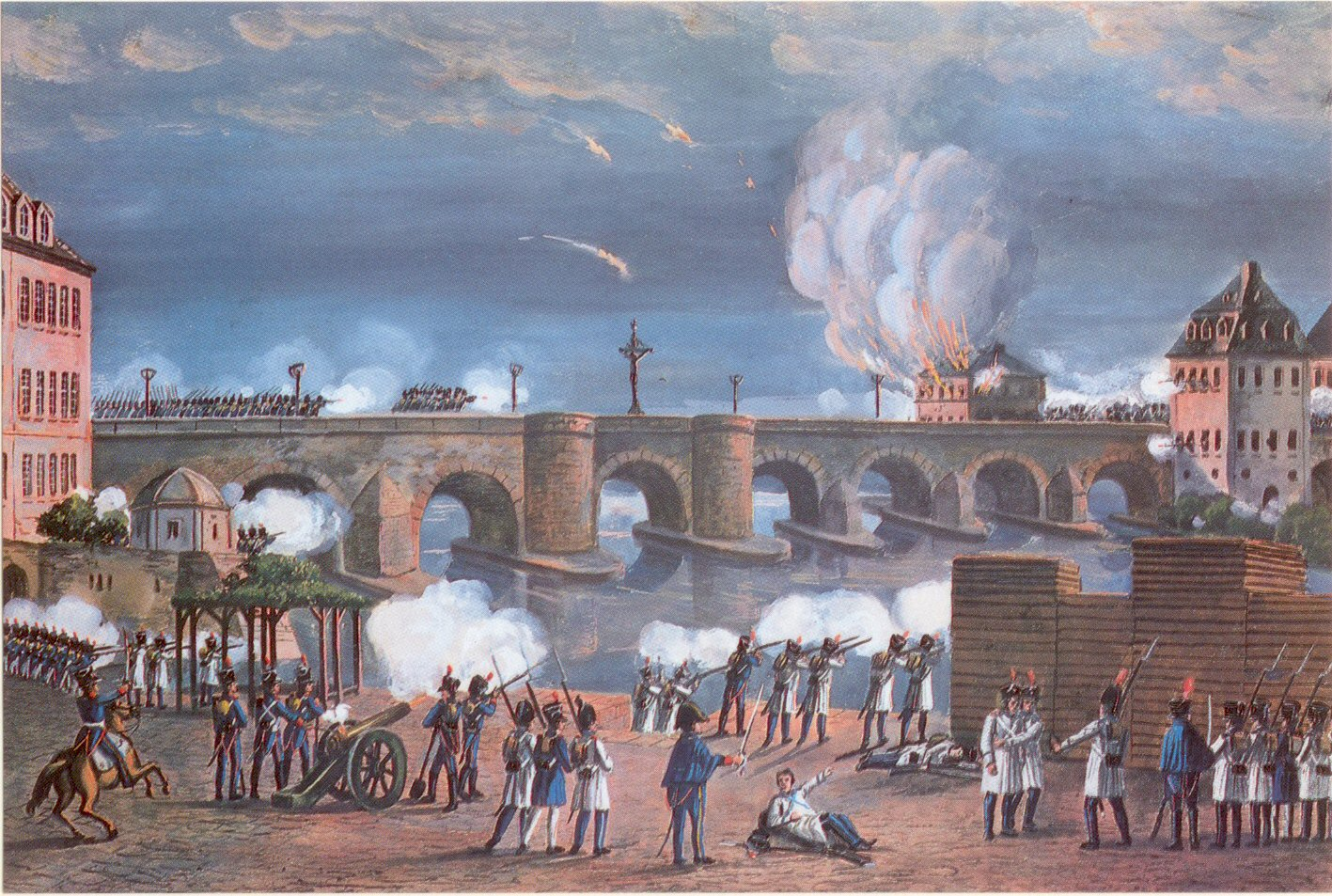
Rückzug der französischen Armee am 1. November 1813

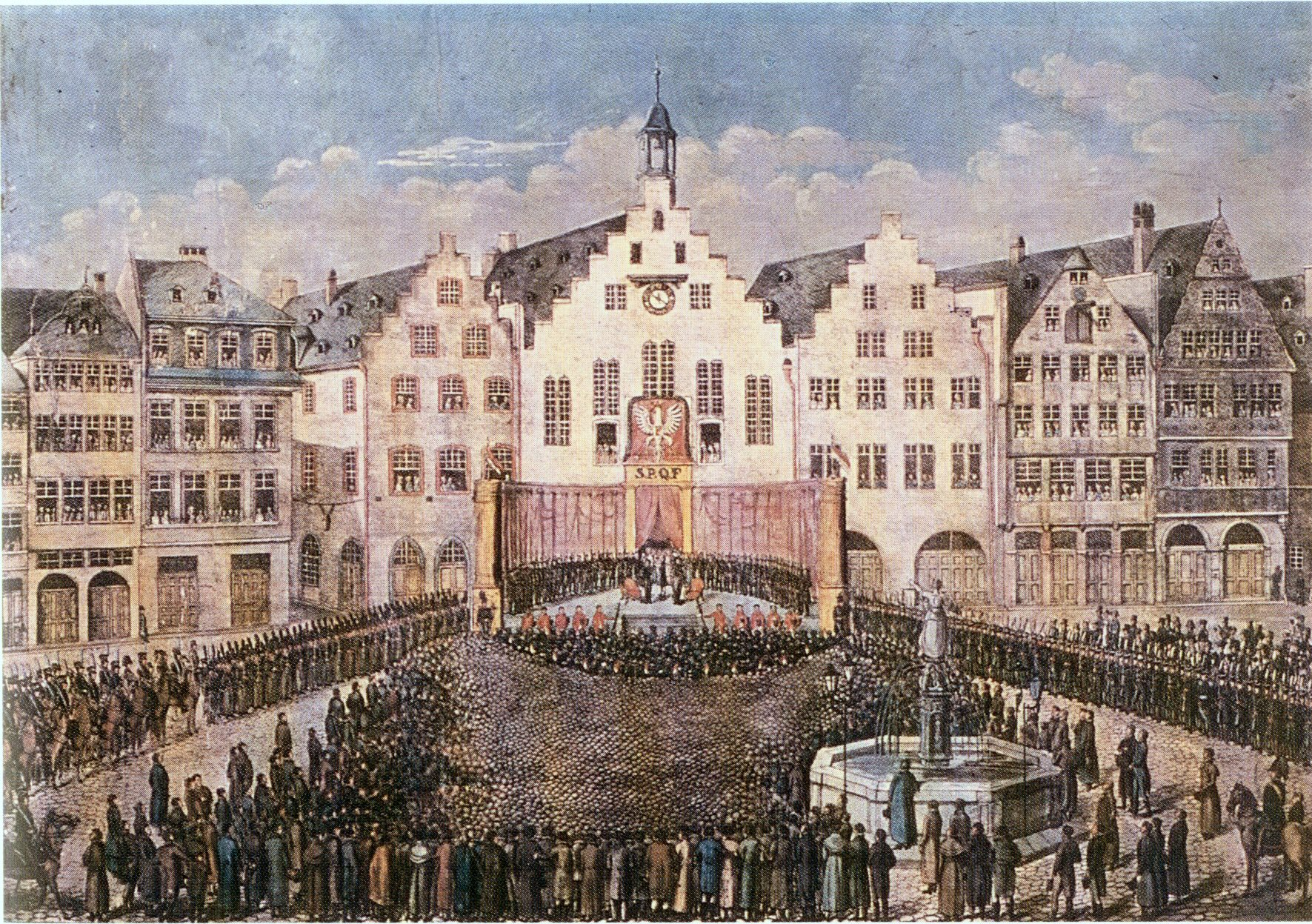
Abnahme des Bürgereides am 16. Oktober 1816

Frankfurt am Main war seit 1220 eine selbstverwaltete Stadt und wurde 1372 Freie Reichsstadt im Heiligen Römischen Reich Deutscher Nation. Aufgrund ihrer Bedeutung als Wahl- und Krönungsstadt der Kaiser wurde sie nach dem Reichsdeputationshauptschluss 1803 nicht mediatisiert, wie die meisten anderen Reichsstädte, sondern behielt ihre Selbständigkeit. Erst im Rheinbundvertrag vom 12. Juli 1806 fiel die Reichsstadt an das von Napoleon dem letzten Erzbischof von Mainz, Carl Theodor von Dalberg, zugesprochene Fürstentum Aschaffenburg, das 1810 im Großherzogtum Frankfurt aufging. Frankfurt bildete im Großherzogtum ein eigenes Département.
Napoleon plante das Großherzogtum als einen Pufferstaat zwischen Deutschland und Frankreich, den später Napoleons Stiefsohn Eugène de Beauharnais übernehmen sollte.
Dalberg führte eine Reihe von Reformen in der mittelalterlichen Stadtverfassung ein. Die nach dem Fettmilch-Aufstand erlassene Ratsverfassung von 1614, die den Patrizierfamilien der Ganerbschaften Alten Limpurg und Zum Frauenstein die Vorherrschaft sicherte, wurde abgeschafft, Justiz und Verwaltung nach französischem Vorbild reformiert. Alle Bürger, gleich welcher Konfession, erhielten das Recht, die 28 Bürgerrepräsentanten, eine Art Stadtparlament, in gleicher und geheimer Wahl zu bestimmen. Am 28. Dezember 1811 erhielten auch die Frankfurter Juden gegen die Zahlung einer kollektiven Ablösung von 440.000 Gulden die volle bürgerliche Gleichberechtigung; Leibeigenschaft und Frondienste der in den acht Frankfurter Dörfern wohnenden Landbevölkerung wurden abgeschafft. Die 1804 begonnene Schleifung der mittelalterlichen Stadtbefestigung wurde rasch abgeschlossen, und ein 1809 erlassenes Baustatut des Stadtbaumeisters Johann Georg Christian Hess schuf die Voraussetzung für die klassizistische Umgestaltung des Stadtbildes.
Die Bürger nahmen das Ende des Alten Reiches gelassen und zeigten sich den Dalbergschen Reformen gegenüber aufgeschlossen. Catharina Elisabeth Goethe hatte die territorialen Veränderungen der Koalitionskriege so kommentiert: „Mag meinetwegen das rechte und linke Rheinufer zugehören, wem es will, das stört mich weder im Schlaf noch im Essen.“ Zu den Reformen schrieb sie am 1. Juli 1808 an ihren Sohn: „Die alten Perücken hätten so was bis an Jüngsten Tag nicht zuwege gebracht.“ Doch gab es auch Grund zur Unzufriedenheit. Die Emanzipation der Juden sorgte für Konkurrenz zu den christlichen Kaufleuten und Handwerkern, während die Wirtschaft insgesamt unter der Kontinentalsperre litt. 1810 wurde auf der Pfingstweide vor den Toren der Stadt ein großes Lager mit englischer Konterbande öffentlich verbrannt, und die Frankfurter Messen lagen danieder.
Nach der Völkerschlacht bei Leipzig am 18. Oktober 1813 wandte sich daher auch die städtische Bürgerschaft gegen die als Fremdherrschaft empfundene französische Besatzung während der Franzosenzeit. Nach letzten Gefechten am 31. Oktober 1813 zog die französische Armee am 1. November ab. Der Großherzog war schon am 28. Oktober ins Exil gegangen. Am 6. November zogen die Alliierten in Frankfurt ein. Das Zentralverwaltungsdepartement für die Zivilverwaltung in den zurückeroberten Gebieten unter Leitung des Freiherrn vom Stein nahm seinen provisorischen Sitz in Frankfurt. Er forderte schon im Dezember 1813, „die Stadt Frankfurt mit ihrem ehemaligen Gebiete für eine freie deutsche Stadt zu erklären und in ihre alte Verfassung wieder einzusetzen.“ Dagegen regte sich Widerstand, da die Stadt vom Königreich Bayern beansprucht und diesem von Kaiser Franz I. von Österreich auch bereits zugesagt war. Aber auch Nassau forderte die Souveränität über Frankfurt. Erst nach zähen diplomatischen Verhandlungen beschloss der Wiener Kongress am 9. Juni 1815 in Artikel 46 der Kongressakte: „La ville de Francfort, avec son territoire, tel qu'il se trouvait en 1803, est déclarée libre et fera partie de la Ligue Germanique“. Da es kein Reich und keinen Kaiser mehr gab, hieß die ehemalige freie Reichsstadt nunmehr Freie Stadt und war, wie die anderen deutschen Länder, ein völkerrechtlich völlig selbständiger Staat. Dies lag damals durchaus im preußischen Interesse, weil es neben Österreich keine zweite süddeutsche Großmacht wollte und ein neutrales Frankfurt als Sitz des Deutschen Bundes favorisierte. Am 9. Juli 1815 erhielt die Stadt ihre Souveränitätsrechte übertragen.
Um die künftige Verfassung wurde noch über ein Jahr gerungen. Am 18. Oktober 1816 wurde die Konstitutionsergänzungsakte in einer feierlichen Bürgerversammlung auf dem Römerberg beschworen. Die neue Verfassung restaurierte in wesentlichen Teilen die alten reichsstädtischen Gesetze, wobei die Rolle des Rats nun dem Senat zufiel. Nach der Konstitutionsergänzungsakte ruhte „die Souveränität der Stadt auf der Gesamtheit der christlichen Bürgerschaft“. Die Bewohner der Frankfurter Landgemeinden und die Juden galten wieder als Staatsuntertanen ohne volle Bürgerrechte. 1818 wurde die Leibeigenschaft der Dorfbewohner abgeschafft. Erst am 1. September 1824 beschloss die Gesetzgebende Versammlung nach achtjährigen Auseinandersetzungen, in der zuletzt Österreich und Preußen zugunsten der Frankfurter Juden interveniert hatten, das Gesetz zur privatbürgerlichen Gleichstellung der Juden.
Während der antijüdischen Hep-Hep-Krawalle, bei denen es zwischen August und Oktober 1819 in über 80 Städten und Ortschaften im Deutschen Bund und über seine Grenzen hinaus zu zahlreichen Ausschreitungen und Vorfällen kam, war Frankfurt zwischen dem 8. und 12. August 1819 Schauplatz der neben Würzburg schwersten Gewaltexzesse. Über vier Tage befand sich die Stadt durch massive gewaltsame Ausschreitungen im Ausnahmezustand. Jüdische Geschäfte und Wohnhäuser in der Umgebung der Judengasse wurden attackiert und geplündert, Personen körperlich und teils auch mit Schusswaffen angegriffen. Bei den Krawallen gab es Verletzte, anders als in Würzburg aber gab es keine Toten. Die Zahl der Tumultanten und Angreifer, die sich am Abend des 10. August vor dem Geschäftshaus Rothschilds versammelten, wird zeitgenössischen Quellen mit bis zu 6.000 angegeben. Viele jüdische Bewohnerinnen und Bewohner verließen an diesem Tag fluchtartig die Stadt. Polizei und Militär konnten die Lage zunächst nicht unter Kontrolle bringen. Erst am 12. August konnte das Militär die Lage beruhigen und die jüdischen Familien kehrten in den folgenden Tagen wieder in ihre Häuser zurück.
Die Vorrechte der Patrizier wurden nicht wiederhergestellt, allerdings enthielt die Verfassung auch ständische Elemente, z. B. im Hinblick auf die Zusammensetzung des Senats und die Einschränkung der Gewerbefreiheit durch das Zunftwesen. Vor allem aber war die politische Mitbestimmung an das Bürgerrecht gebunden, das den Nachweis eines Vermögens von mindestens 5000 Gulden verlangte. 1817 waren von den 38.657 Einwohnern des kleinen Staates 4848 vollberechtigte Bürger, in deren Haushalten weitere 17.670 Angehörige wohnten. Hinzu kamen 3173 einheimische und 1170 auswärtige Juden, 1996 steuerpflichtige Beisassen, 3408 Permissionisten (vorübergehend ansässige Ausländer, hauptsächlich Diplomaten, Kaufleute und Handwerker) sowie die 6392 Bewohner der acht Frankfurter Dörfer.
Der 18. Oktober, Jahrestag der Völkerschlacht und der Konstitutionsergänzungsakte, wurde bis 1848 alljährlich als Frankfurter Nationalfeiertag festlich begangen.

### Frankfurt als Bundeshauptstadt

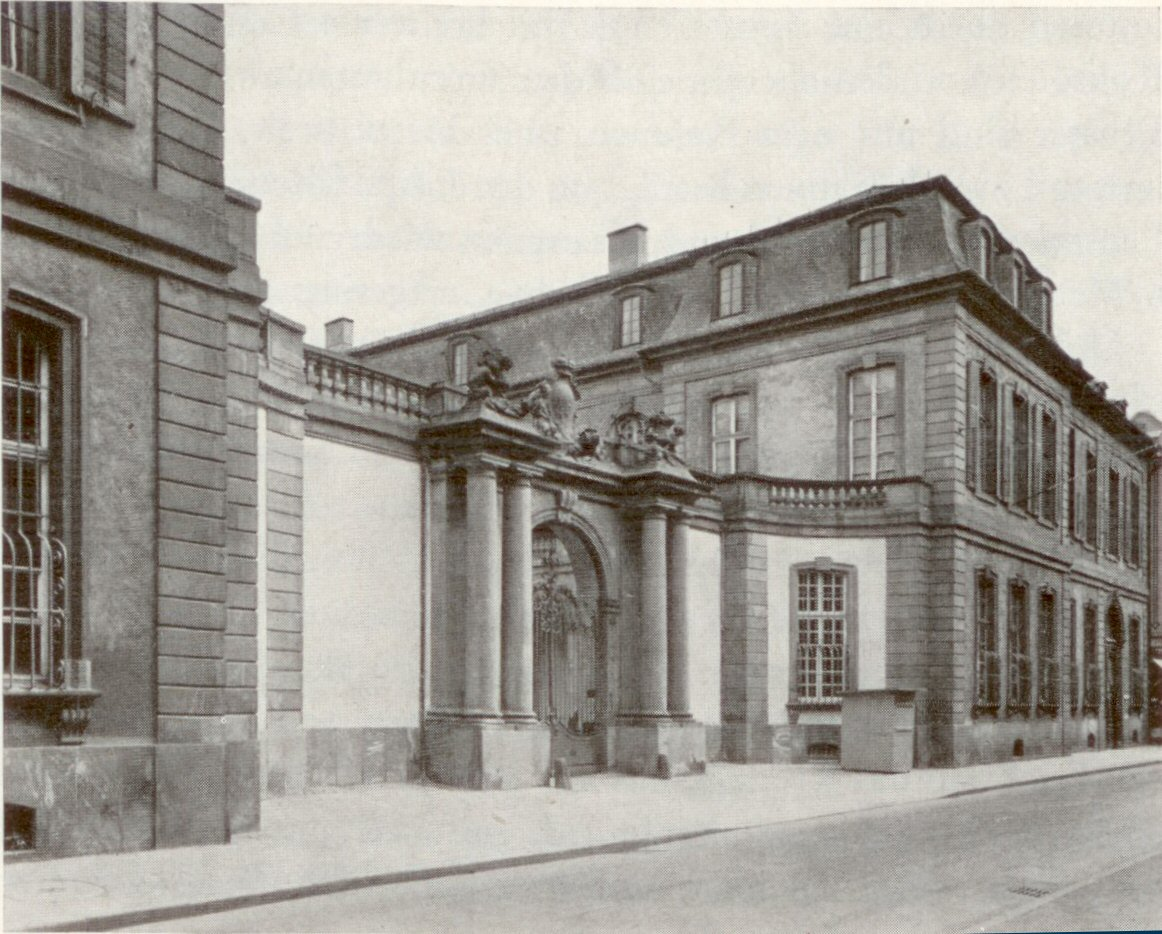
Das Palais Thurn und Taxis um 1900

Seit dem 5. November 1816 hatte der Bundestag seinen Sitz im Palais Thurn und Taxis in der Großen Eschenheimer Straße. Die Mitgliedsstaaten richteten in der Stadt Gesandtschaften ein. Die Bundeszentralbehörde, eine Koordinierungsstelle der politischen Polizei der Bundesmitglieder, hatte in Frankfurt seit den 1830er Jahren ihren Sitz.

### Stadtentwicklung

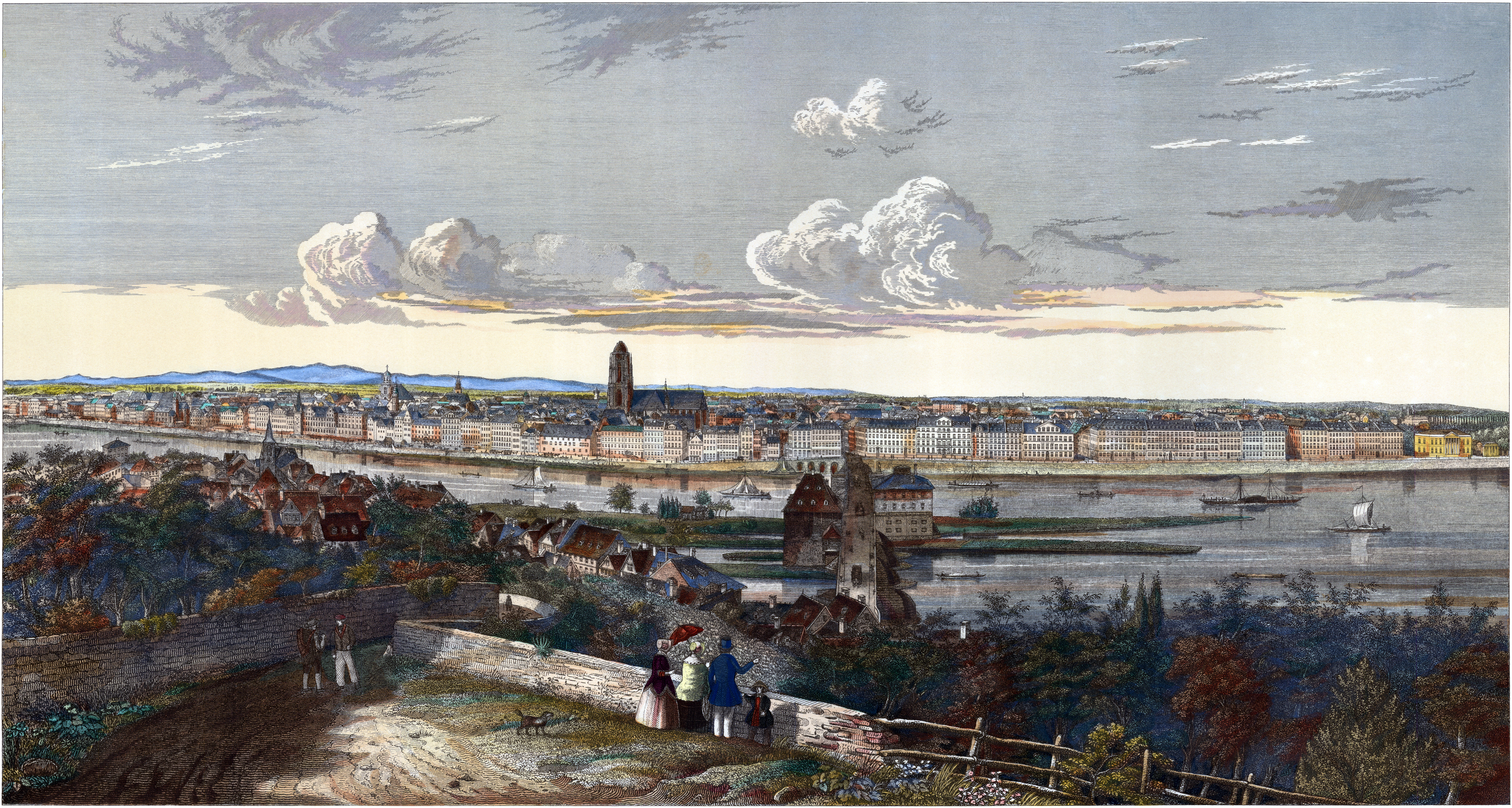
Frankfurt am Main mit der klassizistischen Mainfront, vom Mühlberg aus gesehen, etwa 1845
(Altkolorierter Stahlstich von H. Worms)

Die vermögende Oberschicht der Stadt ließ an der Zeil, am Roßmarkt, entlang des Anlagenrings und an den Mainufern großzügige Wohnhäuser durch Architekten wie Salins de Montfort und Friedrich Rumpf entstehen und stiftete eine Reihe von wissenschaftlichen Gesellschaften, wie die Polytechnische Gesellschaft und den Physikalischen Verein. 1819 gründete Freiherr vom Stein die Gesellschaft für ältere deutsche Geschichtskunde (Monumenta Germaniae Historica), 1825 erbaute Stadtbaumeister Johann Friedrich Christian Hess die repräsentative Stadtbibliothek, gleichzeitig entstand am Eschenheimer Turm der Neubau der Senckenbergischen Naturforschenden Gesellschaft. Von hier aus ging Eduard Rüppell auf seine ausgedehnten Forschungsreisen nach Afrika. Die 1829 eröffnete Städelschule zog renommierte Künstler aus ganz Europa an, darunter Bertel Thorvaldsen, Philipp Veit, Eduard von Steinle und Moritz von Schwind. Auch das Kulturleben der Stadt wurde von bürgerlichen Stiftungen und Vereinen gepflegt, darunter dem Frankfurter Kunstverein, der Museumsgesellschaft, dem Cäcilienverein und dem Städtischen Theater.
1828 legte Stadtgärtner Sebastian Rinz etwa eine Viertelstunde außerhalb der alten Stadtmauern einen neuen Hauptfriedhof und einen jüdischen Friedhof an. Die noch aus dem Mittelalter stammenden alten Friedhöfe, der Peterskirchhof und der alte jüdische Friedhof wurden geschlossen. Ebenfalls 1828 begann die Firma Knoblauch & Schiele, das erste Gaswerk der Stadt, mit der Belieferung von Privathaushalten.
1830 regelte die Stadt in den beiden Dotationsverträgen den Unterhalt der im städtischen Besitz befindlichen Kirchen, die Besoldung der Pfarrer und das kirchliche Schulwesen. Viele der kleinen älteren Kirchen, vor allem die 1803 säkularisierten ehemaligen Klöster, verfielen oder wurden zu profanen Zwecken genutzt. Dagegen wurde der seit 1789 als Bauruine stehende Neubau der Paulskirche 1833 endlich vollendet.
Nur allmählich wuchs die Siedlungsfläche der Stadt über die auf dem Gelände der alten Stadtbefestigung angelegten Wallanlagen hinaus, zunächst entlang der alten Landstraßen. Noch bis 1837 wurden die schmiedeeisernen Stadttore jeden Abend bei Einbruch der Dunkelheit verschlossen. Wer später kam, musste wie im Mittelalter den Sperrbatzen zahlen, was 1830 und 1831 zu blutigen Krawallen (dem Sperrbatzenkrawall) führte.

### Das Handels- und Verkehrszentrum

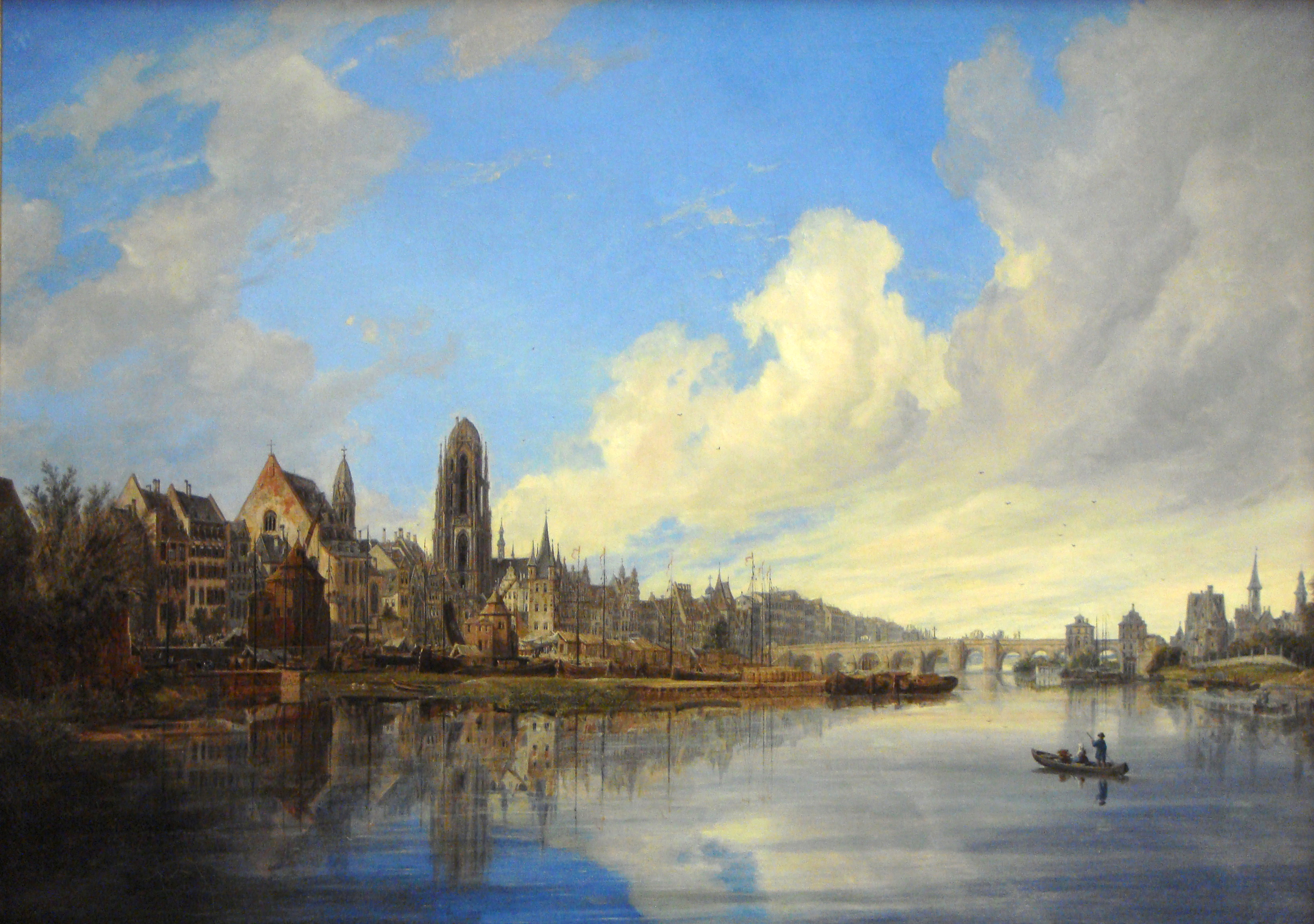
Frankfurt am Main 1831

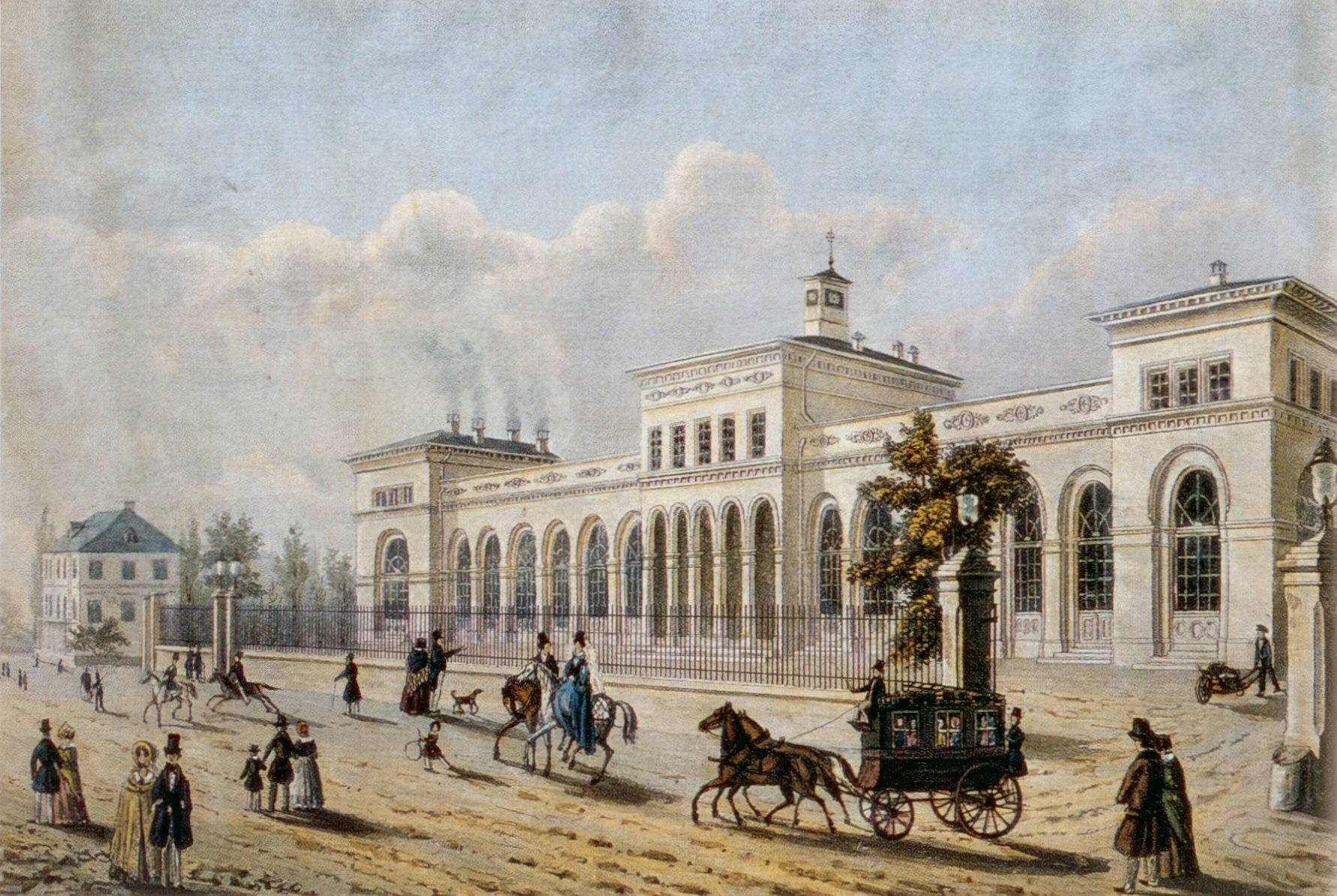
Der Taunusbahnhof von 1839

Obwohl die uralte Frankfurter Messe während der freistädtischen Zeit einen Tiefpunkt ihrer Geschichte erlebte, stieg Frankfurt zu einem Handels- und Finanzplatz von europäischer Bedeutung auf. Wichtigste Großbank war das in ganz Europa vertretene Haus Rothschild. Unter den christlichen Bankiers nahm das Haus Bethmann den ersten Rang ein. Beide dominierten den Handel mit europäischen Staatspapieren.
Gegen die preußischen Zollvereinspläne gab es erhebliche Widerstände, weil sie die Rolle Frankfurts empfindlich bedrohten. Die Stadt trat 1828 dem gegen die preußischen Aktivitäten gerichteten Mitteldeutschen Handelsverein bei, konnte jedoch nicht verhindern, dass der Nachbarstaat Hessen-Darmstadt sich dem preußischen Zollgebiet anschloss. Als nach der Gründung des Deutschen Zollvereins 1834 auch Nassau dazu gehörte, war die Stadt vollständig von preußischem Zollgebiet umschlossen. Dies hatte innerhalb kurzer Zeit einen dramatischen Rückgang des Frankfurter Handels zur Folge, während die Nachbarstädte Offenbach, Höchst und Bockenheim eine Blütezeit erlebten. 1836 trat die Freie Stadt als letzter Staat der Region dem Zollverein bei.
Günstiger verlief die Entwicklung Frankfurts zu einem Verkehrszentrum, wobei sich wie seit alters her die günstige Lage der Stadt bemerkbar machte. 1832 schloss die Stadt einen Freihandels- und Schifffahrtsvertrag mit England. Dafür wurde eigens die erste Stadtflagge in den traditionellen Frankfurter Farben entworfen: zwei rote und zwei weiße Streifen mit dem Frankfurter Adler in der linken oberen Ecke.
Zwar blieb die von Simon Moritz von Bethmann geförderte und seit 1829 betriebene Dampfschifffahrt auf dem Main wegen der ungünstigen Wasserführung des nicht kanalisierten Flusses eine Episode, dafür nahm die Stadt beim Ausbau des deutschen Eisenbahnnetzes von Anfang an eine führende Rolle ein. Frankfurter Bankiers, an ihrer Spitze Moritz von Bethmann, förderten den Eisenbahnbau nach Kräften: „Unsere Vaterstadt, in dem Mittelpunkte Deutschlands gelegen, wo sich die Straßen von Nord zu Süd, von Ost zu West begegnen, darf nicht versäumen, sich der Verbindungsmittel zu versichern … Die Eisenbahnen von Hamburg, Leipzig, Augsburg, Nürnberg, Basel, Mainz müssen in Frankfurt zusammentreffen. Ist dies erreicht, so ist auch der Wohlstand unserer Stadt aufs neue gesichert.“ Die erste Eisenbahnanleihe war vierzigfach überzeichnet. Der Bau der ersten Frankfurter Eisenbahn gelang jedoch erst 1839 nach zähen Verhandlungen, da die 40 Kilometer lange Strecke der Taunusbahn nach Wiesbaden trotz ihrer Kürze über das Gebiet von drei Staaten führte, die miteinander im wirtschaftlichen Wettbewerb lagen. Bis 1848 war Frankfurt bereits ein Knotenpunkt, in dem fünf Eisenbahnstrecken aus allen Himmelsrichtungen zusammenliefen: Die genannte Taunusbahn, die Main-Neckar-Bahn nach Baden, die Main-Weser-Bahn nach Kassel und in den preußischen Raum, die Frankfurt-Hanauer Eisenbahn Richtung Bayern und Österreich und die Homburger Bahn mit nur regionaler Bedeutung.

### Schwarz-Rot-Gold

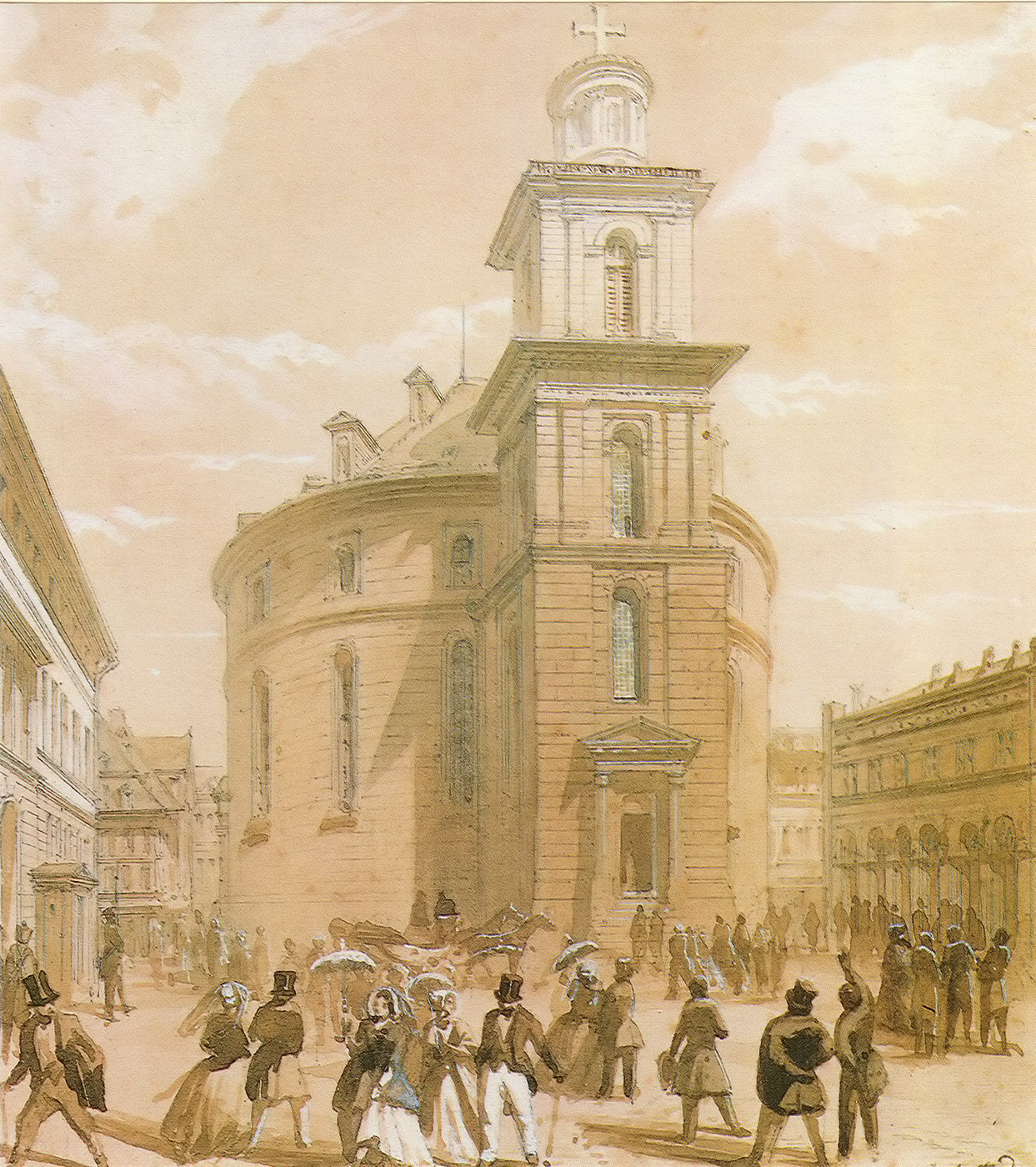
Die Paulskirche 1848

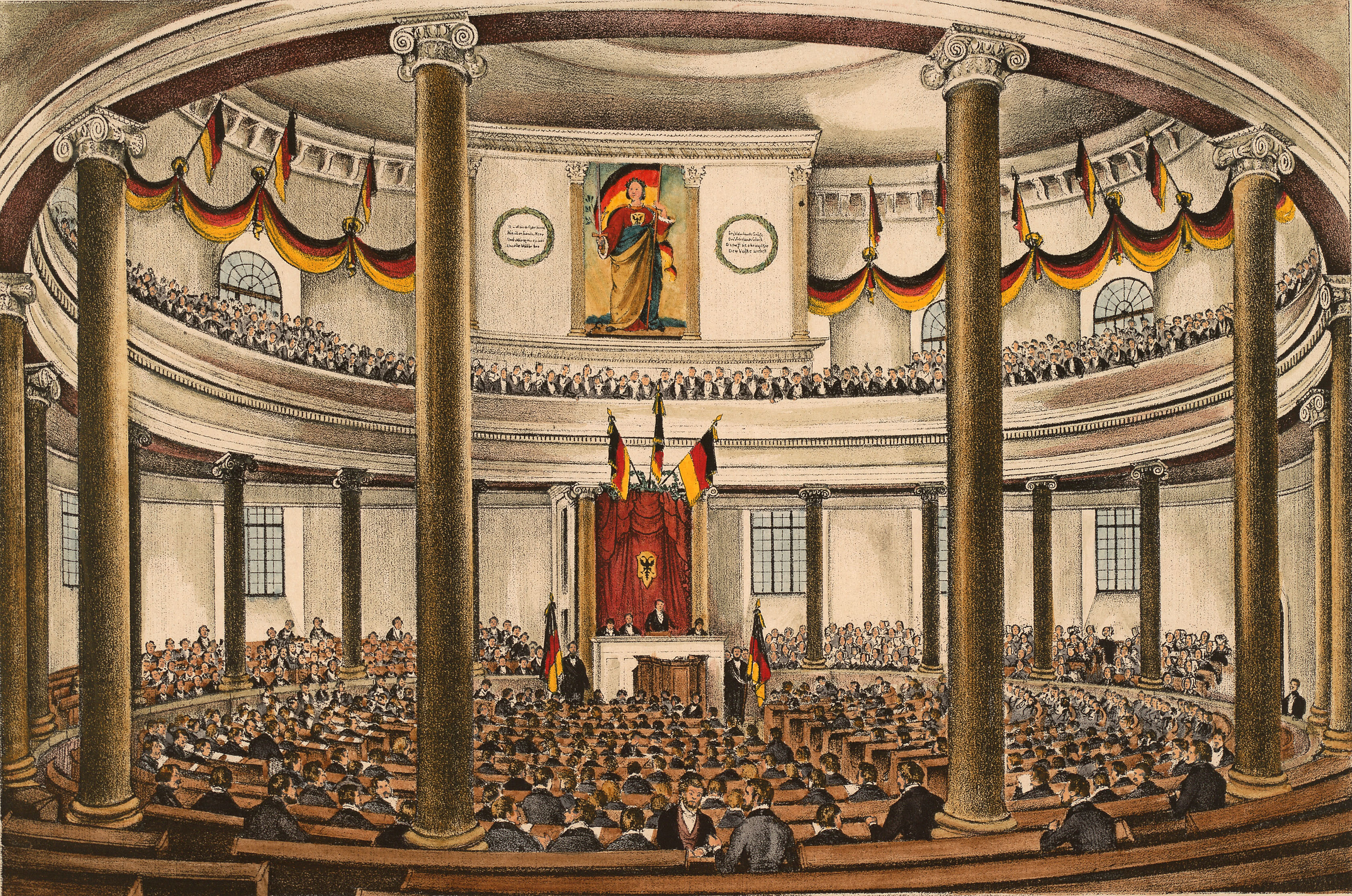
Die Nationalversammlung

Frankfurt war eines der Zentren der revolutionären Bewegung des Vormärz. Ludwig Börne, der 1786 in der Judengasse geborene Publizist, wurde mit seinen satirischen Schriften zu einer herausragenden Figur des Jungen Deutschland. Obwohl der Bundestag und die um ihr Ansehen fürchtende städtische Obrigkeit versuchten, die politischen Vereine zu verbieten und die Verbreitung liberaler Schriften zu unterdrücken, waren die oppositionellen Kreise der Stadt spätestens nach der Julirevolution von 1830 von revolutionärem Geist erfüllt. Der Schritt vom idealistischen Eifer zur entscheidenden Tat misslang jedoch gründlich. Der Plan zum Frankfurter Wachensturm vom 3. April 1833 wurde verraten, die kleine Armee der Stadt, das Linienbataillon, schlug den vor allem von Studenten und polnischen Exil-Offizieren getragenen Aufstand blutig nieder. Für die bürgerliche Elite Frankfurts hatte das weitgehend folgenlose Ereignis trotzdem empfindliche Konsequenzen, da seitdem eine Garnison von 2.500 österreichischen und preußischen Soldaten, ab 1837 noch 2.000 Soldaten die städtische Souveränität herausforderte und die fürstlichen Bundestagsdiplomaten die Freie Stadt fortan als „liberales Nest“ schmähten.
In den vierziger Jahren wuchs das Nationalbewusstsein. Der Bildhauer Ludwig Schwanthaler schuf 1844 das Goethe-Denkmal, dessen feierliche Einweihung ebenso zur nationalen Kundgebung wurde wie 1846 der erste Germanistentag im Kaisersaal des Römers, der kurz zuvor von Künstlern wie Philipp Veit, Alfred Rethel und Eduard von Steinle mit den Bildern aller 52 Kaiser des Heiligen Römischen Reichs geschmückt worden war. Seit dem Winter 1845/46 tagte das Montagskränzchen, ein von dem Rechtsanwalt Maximilian Reinganum gegründeter Zusammenschluss der Frankfurter demokratischen Vereine.
Anfang März 1848 schwappte die revolutionäre Stimmung aus Frankreich kommend nach Deutschland. Wie überall wurde auch in Frankfurt die Forderung nach Presse- und Versammlungsfreiheit, staatsrechtlicher Gleichstellung aller Bürger, Amnestie der wegen politischer Delikte Inhaftierten und nach allgemeiner Volksbewaffnung erhoben. Am 3. März gestand der Senat alle Forderungen bis auf die völlige Emanzipation der Juden zu. Die Reformvereine des Montagskränzchens forderten eine Verfassungsreform auch für Frankfurt. Eine von allen Bürgern zu wählende Konstituante sollte eine neue Verfassung als Ersatz für die Konstitutionsergänzungsakte erarbeiten.
Am 9. März wehte die schwarz-rot-goldene Fahne über dem Bundespalais. Am 31. März trat das Vorparlament in der in aller Eile umgebauten Paulskirche zusammen. Wände und Fenster der Kirche wurden mit schwarz-rot-goldenen Fahnen geschmückt, die Kanzel wurde mit einem Tuch verhüllt, die Orgel durch einen breiten Vorhang verdeckt, der ein Gemälde zeigte: die Germania mit Fahne und Schwert, rechts und links von je einem Lorbeerkranz mit vaterländischen Versen. Anstelle des Altars wurde der Präsidententisch aufgebaut.
Am 18. Mai 1848 zogen die Parlamentarier der Frankfurter Nationalversammlung, des ersten frei gewählten deutschen Parlaments, feierlich in die Paulskirche ein. Zum Vertreter der Freien Stadt war am 28. April der Jurist Friedrich Siegmund Jucho gewählt worden. Er wurde Schriftführer der Nationalversammlung und schloss sich der Fraktion Westendhall der linken Mitte an, später gehörte er zu den Erbkaiserlichen um Heinrich von Gagern.

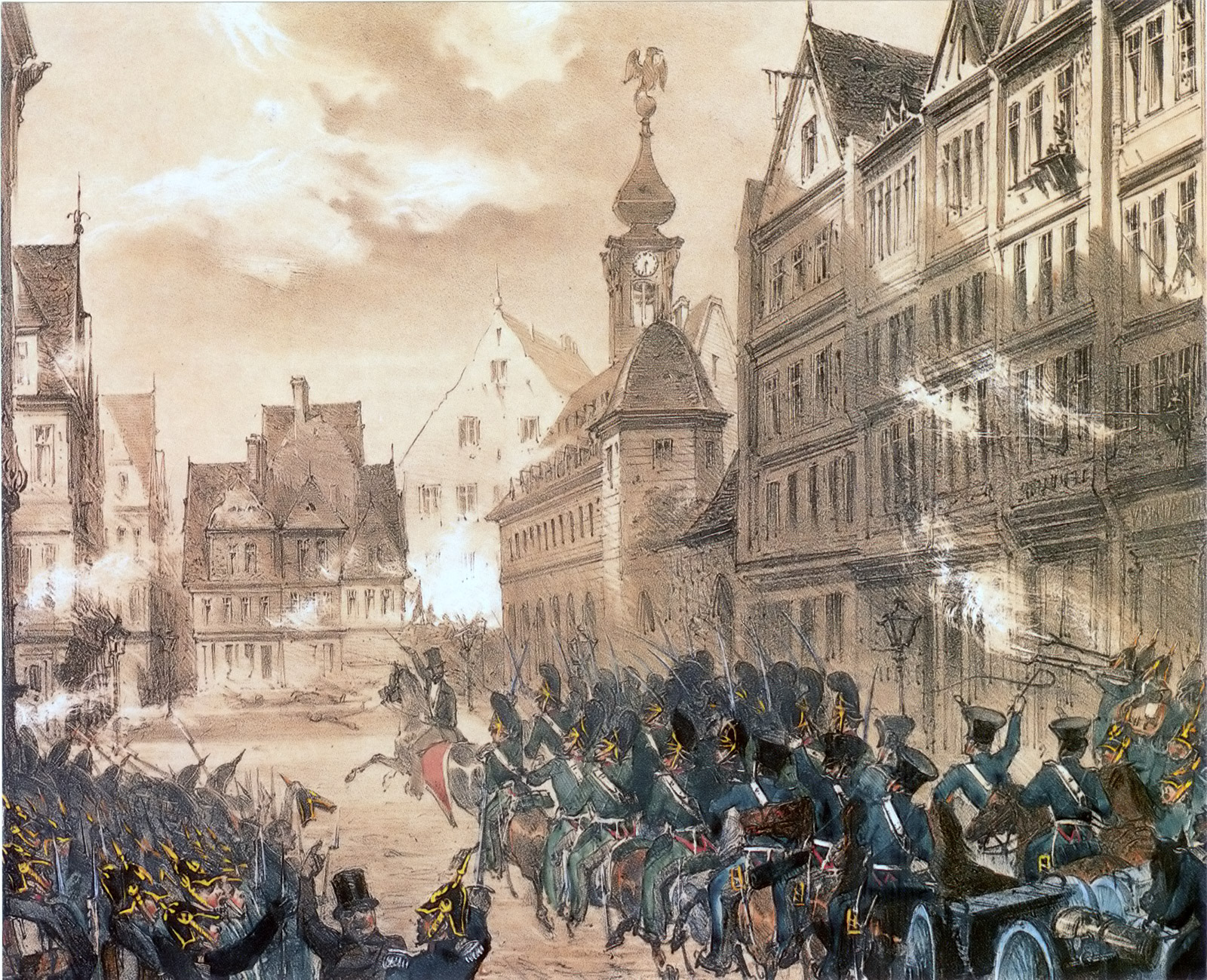
Barrikadenkämpfe am 18. September 1848

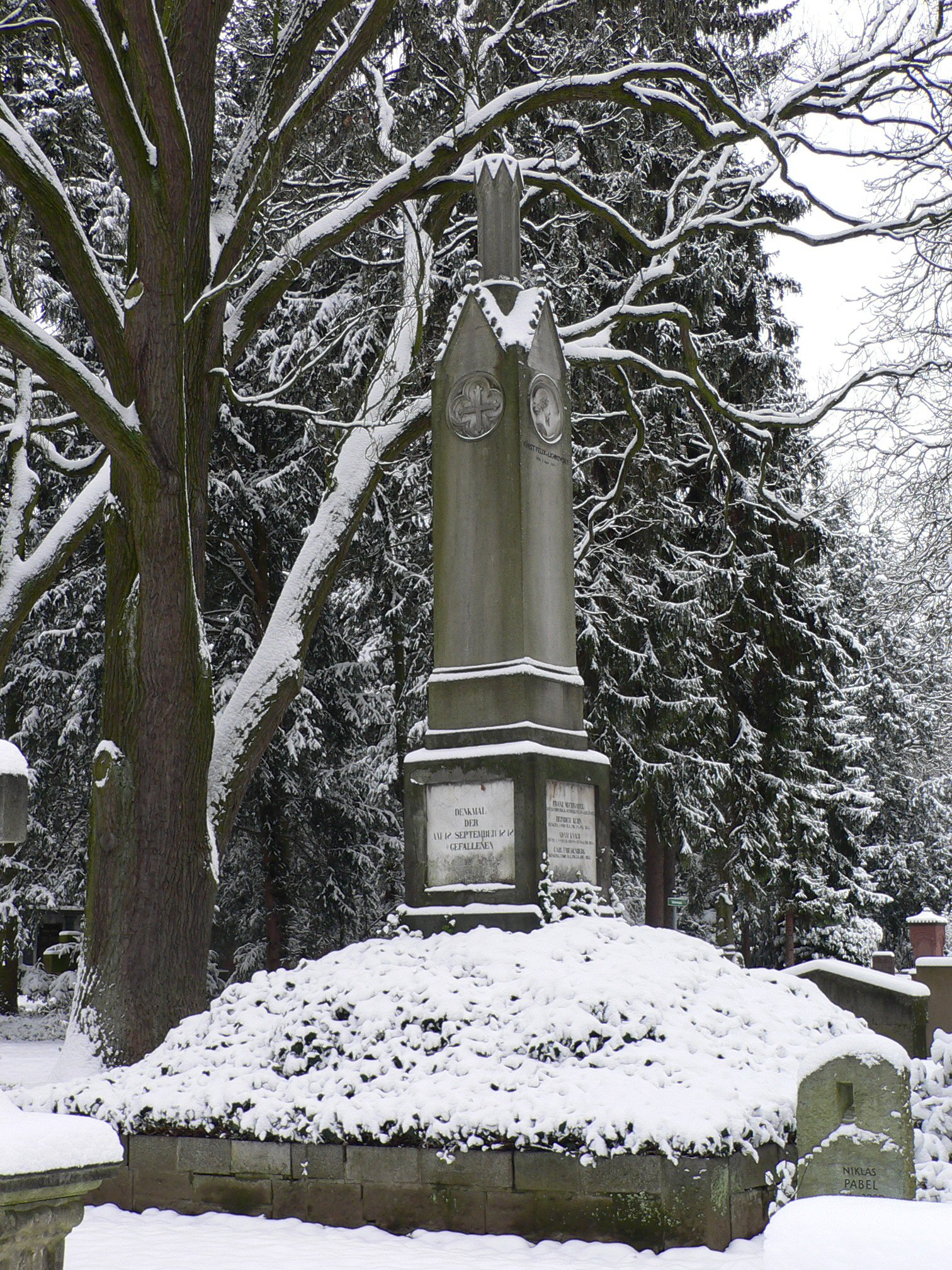
Denkmal für die Gefallenen des 18. September 1848

Mit zunehmender Dauer und Zähigkeit der Parlamentsdebatten schwand die schwarzrotgoldene Begeisterung der Frankfurter. Eine außerparlamentarische Opposition radikaler Demokraten und Sozialisten gewann zunehmenden Einfluss in den unterprivilegierten Bevölkerungsschichten und den zahlreichen in die Stadt geströmten Fremden. Es kam zum Wendepunkt der Revolution, den Septemberunruhen: Nachdem die Nationalversammlung am 16. September mit knapper Mehrheit im zweiten Anlauf den Waffenstillstand von Malmö im Schleswig-Holsteinischen Krieg angenommen hatte, radikalisierte sich der in seinen nationalen Gefühlen enttäuschte Mob. Am 18. September rissen Aufständische an vierzig Stellen der Stadt das Straßenpflaster auf und errichteten Barrikaden. Die preußischen Abgeordneten Felix Fürst von Lichnowsky und Hans von Auerswald wurden auf offener Straße ermordet. Erst das aus der Bundesfestung Mainz, aus Darmstadt und Friedberg herbeigerufene preußische und hessische Militär stellte die Ordnung gewaltsam wieder her. Dabei fielen 30 Aufständische und 12 Soldaten.
Von nun an gab es in Frankfurt stets eine Besatzungstruppe der großen Territorialstaaten Preußen, Österreich und Bayern. Die gemischte Patrouille wurde einerseits bespottet, sie erinnerte die Bürger andererseits schmerzlich daran, dass man der Stadt nicht mehr zutraute, die öffentliche Sicherheit und Ordnung alleine zu wahren. Die traditionsreiche Bürgerwehr wurde aufgelöst, ihre Waffen mussten sie abliefern. Die meisten Bürger begrüßten jedoch das Eingreifen des Militärs, so auch der nach Frankfurt zugezogene Philosoph Arthur Schopenhauer, der die Hinterbliebenen der 12 gefallenen Soldaten testamentarisch bedachte.
Nach diesen Septemberunruhen polarisierte sich die Diskussion auch in der Nationalversammlung. Die Anhänger der Großdeutschen Lösung, die einen deutschen Nationalstaat unter Einbeziehung „der deutschen Lande Österreichs“ forderten, konnten sich nicht durchsetzen. Als auch die kleindeutsche Lösung einer konstitutionellen Monarchie mit einer im preußischen Herrscherhaus erblichen Kaiserkrone scheiterte, löste sich die Nationalversammlung weitgehend auf. Ihre Reste zogen am 31. Mai 1849 nach Stuttgart um.
Auch in Frankfurt scheiterte die Revolution. Zwar wurden am 30. Oktober 1848 die 120 Mitglieder der Konstituante gewählt, doch kam die Arbeit an dem Verfassungsentwurf nur langsam voran. Im März 1849 scheiterte ein radikaler Entwurf, im September 1849 ein revidierter. Schließlich verabschiedete die Konstituante am 3. Dezember 1849 einen Entwurf, der sich in 195 Artikeln sehr stark an die Paulskirchenverfassung anlehnte. Inzwischen hatte sich die politische Großwetterlage aber so geändert, dass der Senat die Verfassungsreform unterband. Er verbot durch Beschluss vom 31. Dezember 1849 die geplante Volksabstimmung über die neue Verfassung und schrieb stattdessen reguläre Wahlen nach der alten Verfassung für die Gesetzgebende Versammlung aus, die am 21. Januar 1850 zusammentrat. Die Konstituante löste sich daraufhin selbst auf. Am 13. August 1850 wurde auch die schwarz-rot-goldene Flagge über dem Palais Thurn und Taxis wieder eingezogen.

### Das Ende der Freien Stadt

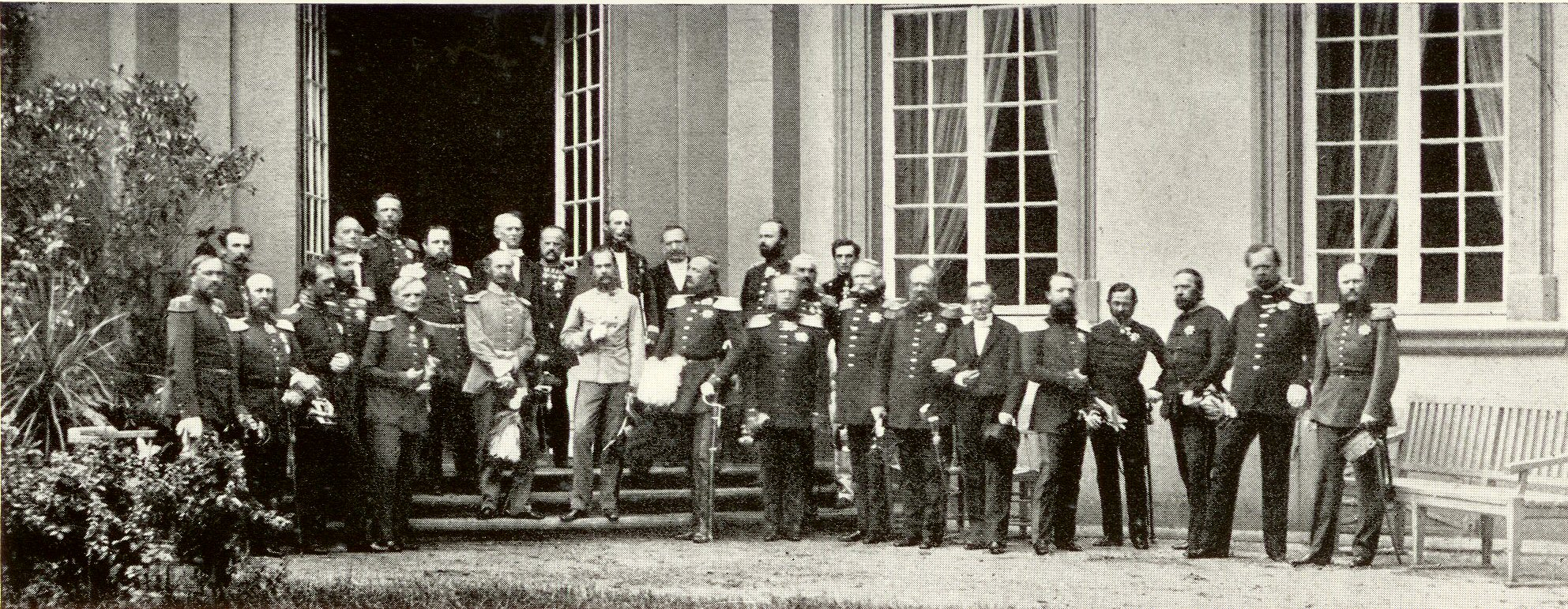
Frankfurter Fürstentag

Auch nach der Auflösung der Nationalversammlung und der Wiederherstellung der Bundestagsdiplomatie 1850 setzte sich die demokratische Opposition weiterhin für ihre Forderungen ein, auch wenn der Senat mit Rücksicht auf die deutschen Fürsten einen restaurativen Kurs steuerte. Trotzdem kam es allmählich auch in der altertümlichen Stadtverfassung zu Reformen. 1853 brachte eine Wahlrechtsreform den Bewohnern des Landbezirks das Wahlrecht. Die Gerichts- und Verwaltungsreform von 1856 führte die Gewaltenteilung ein, indem sie die Senatoren aus den Gerichten und der Gesetzgebenden Versammlung zurückzog. Gerichtsverfahren fanden künftig in öffentlicher und mündlicher Verhandlung statt und die anderswo längst üblichen Schwurgerichte wurden eingeführt.
1851 bis 1859 vertrat Otto von Bismarck die preußischen Interessen als Gesandter beim Deutschen Bundestag in Frankfurt. Die Liberalität der bürgerlichen Frankfurter Gesellschaft und die Freiheit der Presse missfielen ihm gründlich. Am 14. April 1853 schrieb er an den Minister von Manteuffel: „Was die demokratische Stimmung und die Wühlereien unter der Bevölkerung von Stadt und Umgegend betrifft … so können wir meiner Überzeugung nach diesen Gefahren erst dann mit Erfolg entgegentreten, wenn wir diesen Teil von Deutschland einer militärischen Diktatur ohne jede Rücksicht auf gerichtliche Formen und deren Schutz unterwerfen …“
1864 fielen nach jahrelangen Auseinandersetzungen endlich die Reste der mittelalterlichen Zunftordnungen. Die Gewerbefreiheit setzte sich durch, und auch die letzten Einschränkungen der Rechte jüdischer Bürger wurden abgeschafft. Kurz vor dem Ende der Freien Stadt, im Juni 1866, wurde anstelle des bisherigen, nach Berufsständen geordneten Wahlverfahrens für die Gesetzgebende Versammlung ein direktes Mehrheitswahlrecht für alle Bürger eingeführt, das allerdings weiterhin an das Bürgerrecht und damit ein Vermögen von mindestens 5000 Gulden gebunden war. Das neue Wahlrecht wurde vor der preußischen Annexion nicht mehr angewandt.
Wegen der von Handel und Handwerk bestimmten Wirtschaftsstruktur und der fehlenden Gewerbefreiheit gab es in Frankfurt bis 1866 kein Industrieproletariat. Dem 1863 gegründeten ersten Arbeiterverein Frankfurts gehörten nur 67 Mitglieder an, davon 33 Schneider.
Der preußisch-österreichische Gegensatz steuerte Deutschland inzwischen immer mehr auf einen Krieg zu. Auch der Frankfurter Fürstentag, im August 1863 auf Einladung Österreichs abgehalten, brachte aufgrund des preußischen Boykotts keine Lösung. Das Scheitern des Gipfeltreffens brachte aber die Frankfurter Öffentlichkeit, die schon seit jeher mit Österreich sympathisierte, vollends gegen Preußen auf. Auch die liberale Frankfurter Presse war mehrheitlich antipreußisch, vor allem die seit 1617 bestehende Frankfurter Ober-Post-Amts-Zeitung, das französischsprachige Journal de Francfort und die seit 1856 bestehende Handelszeitung. In der seit 1860 erscheinenden satirischen Zeitschrift Frankfurter Latern kritisierte Herausgeber Friedrich Stoltze die Politik Bismarcks in immer schärferen Glossen und Karikaturen. Er wurde daraufhin mit Haftbefehl in Preußen gesucht und konnte die Grenzen seiner Heimatstadt nicht mehr verlassen.
Im Umfeld des 1859 in Frankfurt gegründeten Deutschen Nationalvereins gab es jedoch auch einflussreiche Frankfurter, die an die „preußische Sendung“ zur Herstellung der deutschen Einheit glaubten. Ihr Sprachrohr war das nationalliberale, preußisch subventionierte Frankfurter Journal. Preußischer Generalkonsul in Frankfurt war der angesehene Bankier Moritz von Bethmann, der auch einer der Gastgeber des Fürstentages gewesen war. Aus Protest gegen die Bismarcksche Politik gab er sein Amt jedoch später auf.

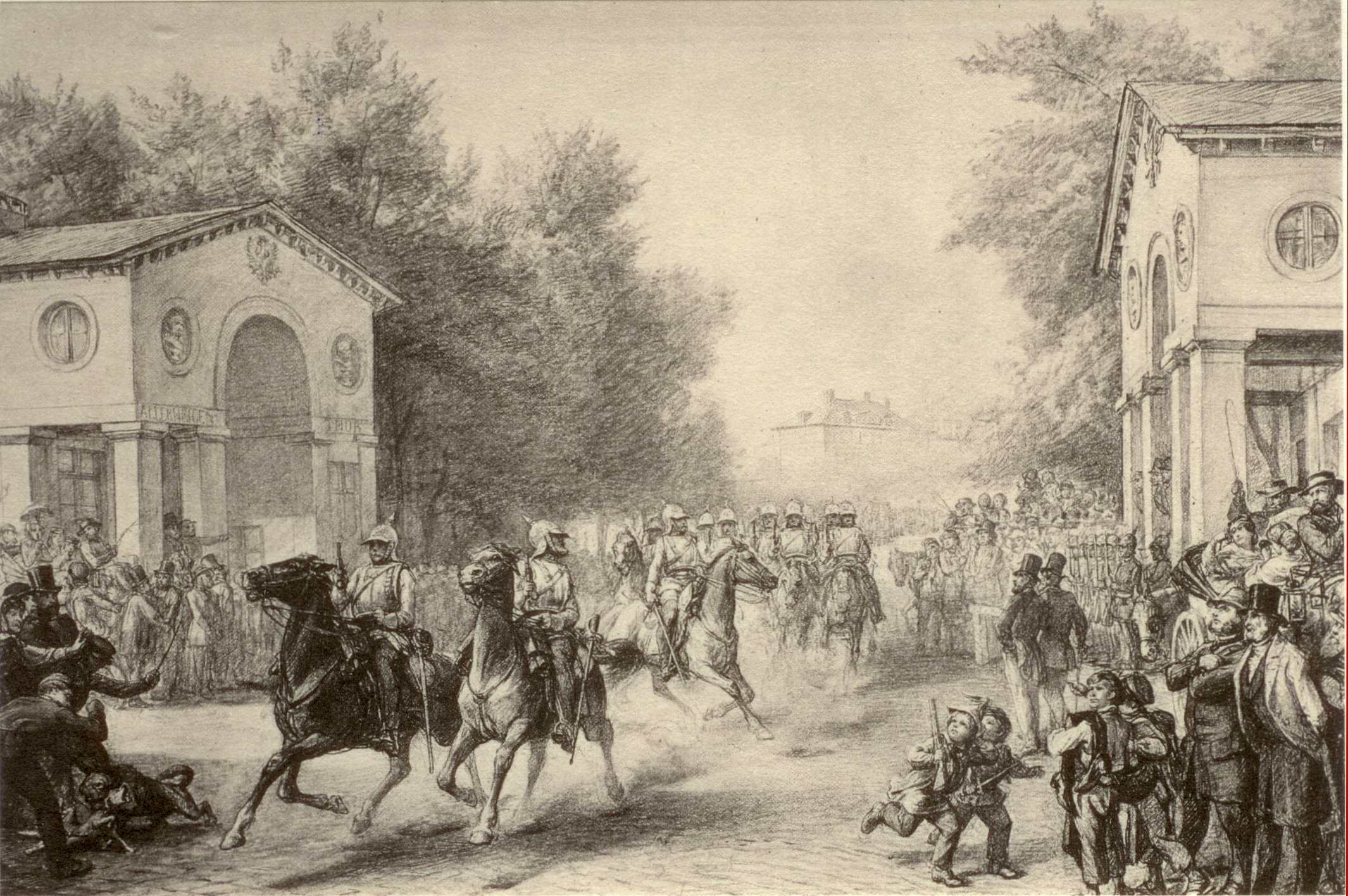
Einmarsch preußischer Truppen am 16. Juli 1866 durch das Allerheiligentor

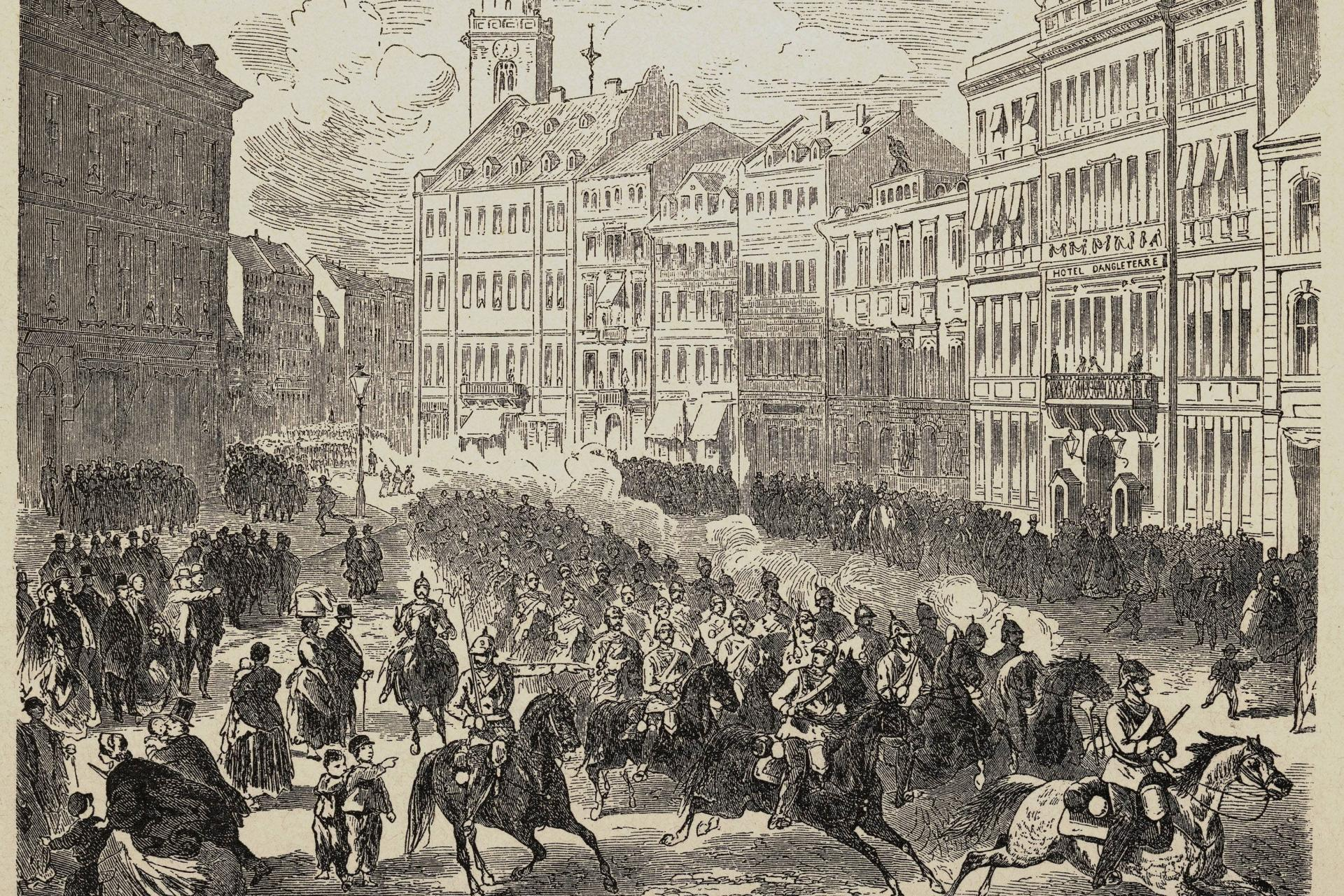
Durchmarsch am Roßmarkt (Frankfurt am Main)

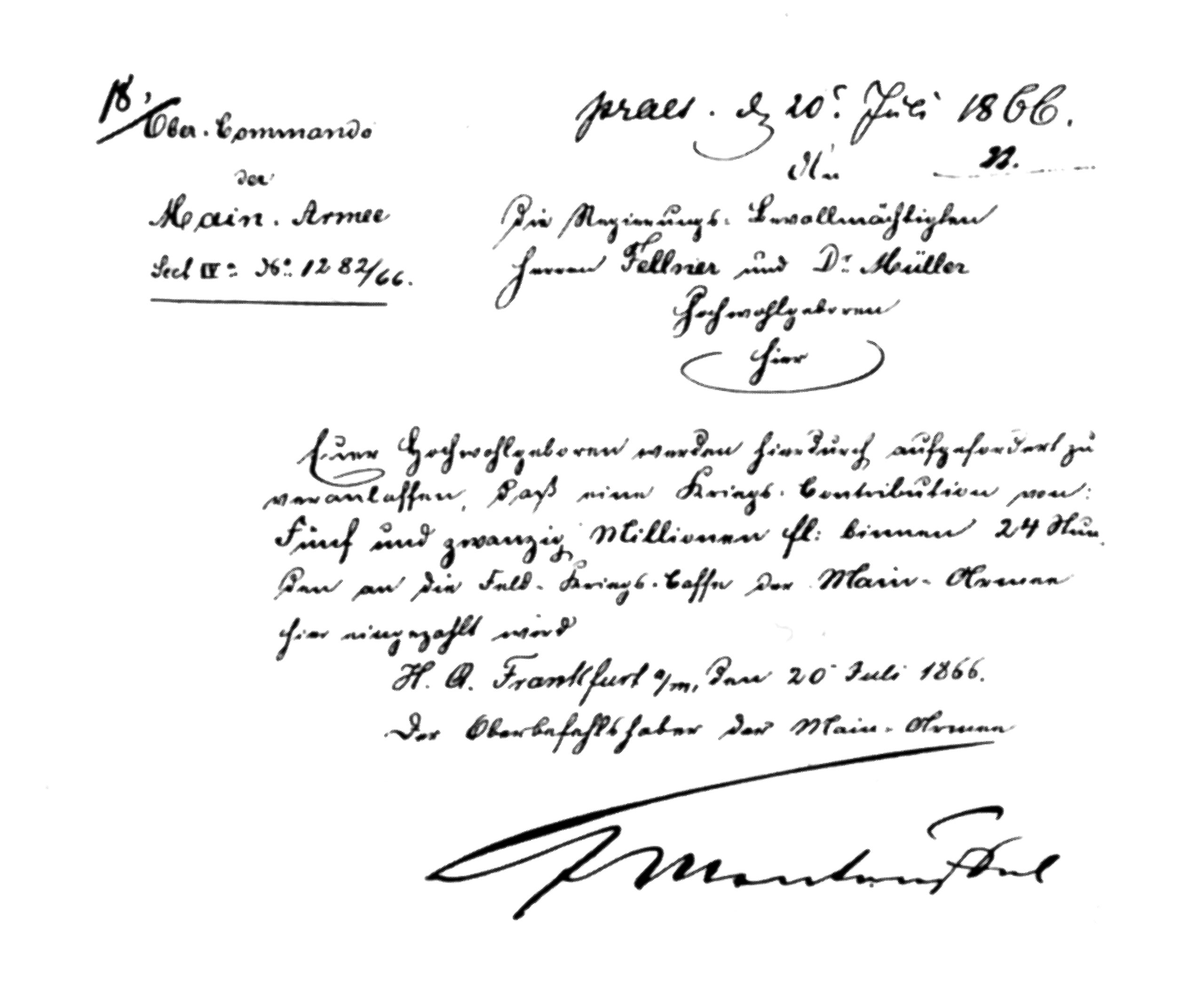
Manteuffels Kontributionsforderung vom 20. Juli 1866

Als sich im Frühsommer 1866 der Deutsche Krieg unausweichlich abzeichnete, blieb die Stadt getreu ihrer Devise Stark im Recht bundestreu. Sie stimmte am 14. Juni 1866 für die Bundesexekution gegen Preußen, erklärte jedoch gleichzeitig, dass sie sich nicht am Bruderkrieg beteiligen werde. Es gelang ihr jedoch nicht, sich aus den kriegerischen Verwicklungen herauszuhalten, da Preußen die Frankfurter Bundestreue als feindlich ansah und Bismarck entschlossen war, die deutsche Einheit unter Preußens Führung mit Gewalt herzustellen und Österreich aus der deutschen Politik zu verdrängen.

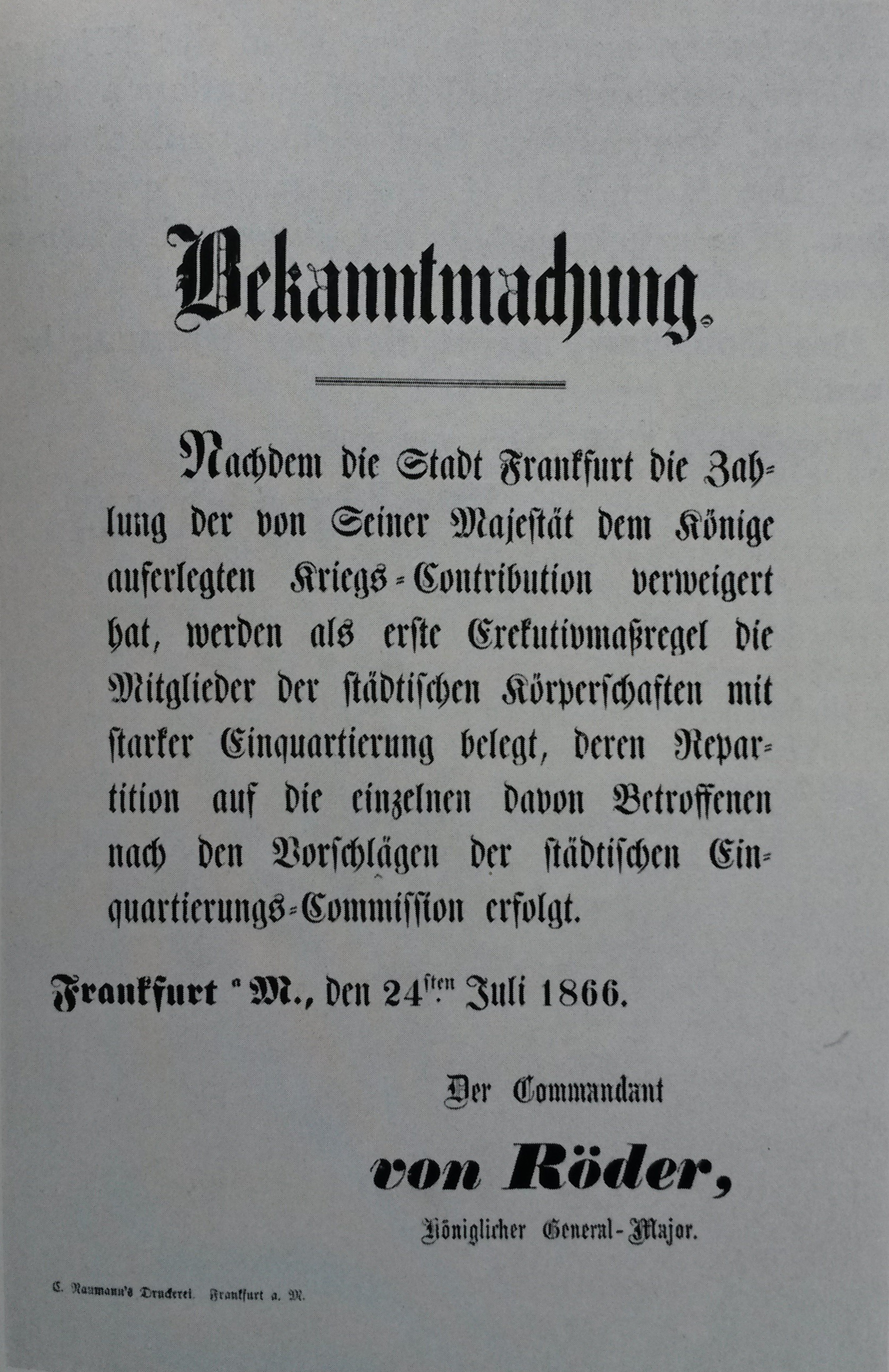
Bekanntmachung über die Einquartierungen in Frankfurt am Main als Strafe für die Nichtzahlung der Kriegskontribution

Am 16. Juli 1866 okkupierten Preußische Truppen unter General Eduard Vogel von Falckenstein die unverteidigte Stadt und belegten sie sofort mit schärfsten Repressalien. Bereits am 17. Juli wurde ihr eine erste Kontribution von rund 5,8 Millionen Gulden auferlegt, die sofort bezahlt wurde. Der am 20. Juli zum Nachfolger Falckensteins ernannte Edwin von Manteuffel erhob daraufhin eine zweite Kontributionsforderung von 25 Millionen Gulden, die von den damals etwa 35.000 Bürgern der Freien Stadt aufgebracht werden sollte (unter denen nur etwa 8.000 steuerpflichtig waren). Zahlreiche Bürger, darunter alle Mitglieder des Senats, wurden mit Einquartierungen belegt, die Bürger hatten ihre privaten Reitpferde für die Armee zu stellen, die Händler und Gastwirte der Stadt wurden gezwungen, große Vorräte an Lebensmitteln, Wein und Zigarren an die preußische Feldintendantur auszuliefern. Den Frankfurter Zeitungen mit Ausnahme des Journals wurde das Erscheinen verboten, der Redakteur der Oberpostamtszeitung, Hofrat Fischer-Goullet, wurde verhaftet und erlitt bei einer Vernehmung einen tödlichen Schlaganfall. Die Senatoren von Bernus  und Speltz wurden als Geiseln in die Festung Köln gebracht, durften jedoch am 19. Juli gegen Verpfändung ihres Ehrenworts wieder nach Frankfurt zurückkehren. Zahlreiche Frankfurter flohen ins Ausland, so Friedrich Stoltze nach Stuttgart und der Naturforscher Eduard Rüppell in die Schweiz. Ende 1866 durften die Emigranten im Rahmen einer allgemeinen Amnestie zurückkehren.
Der Senat unter Bürgermeister Fellner lehnte einen freiwilligen Anschluss der Stadt an Preußen nicht grundsätzlich ab und erklärte sich bereit, die Stadtgeschäfte als Bevollmächtigter der Besatzer weiterzuführen. Fellner wurde am 22. Juli vom preußischen Militärkommando vereidigt und plädierte im Senat dafür, die zweite Kontributionsforderung ebenso wie die erste zu erfüllen, jedoch bei der preußischen Regierung um eine Möglichkeit zur Ratenzahlung zu bitten.

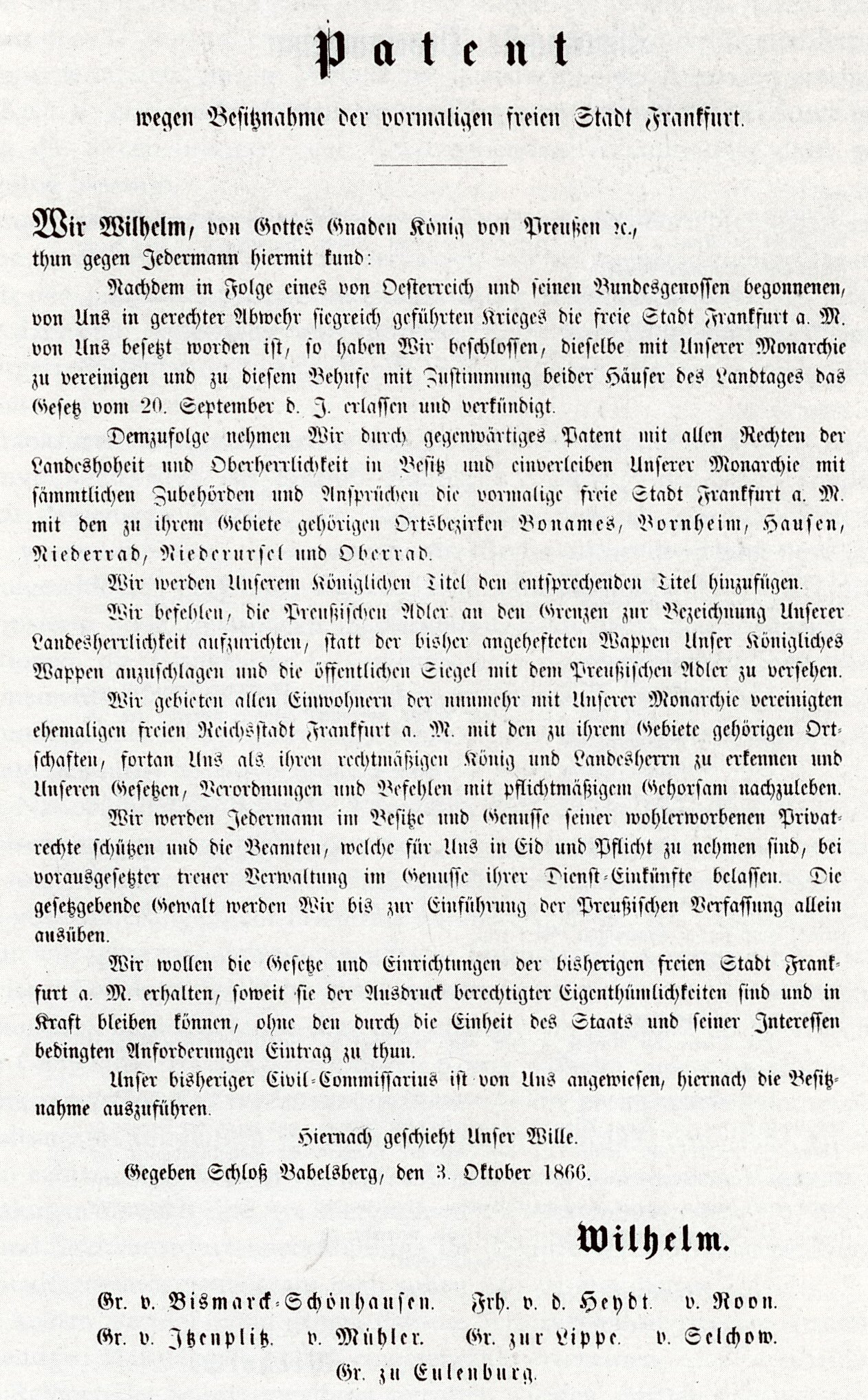
Preußisches Annexionspatent vom 3. Oktober 1866

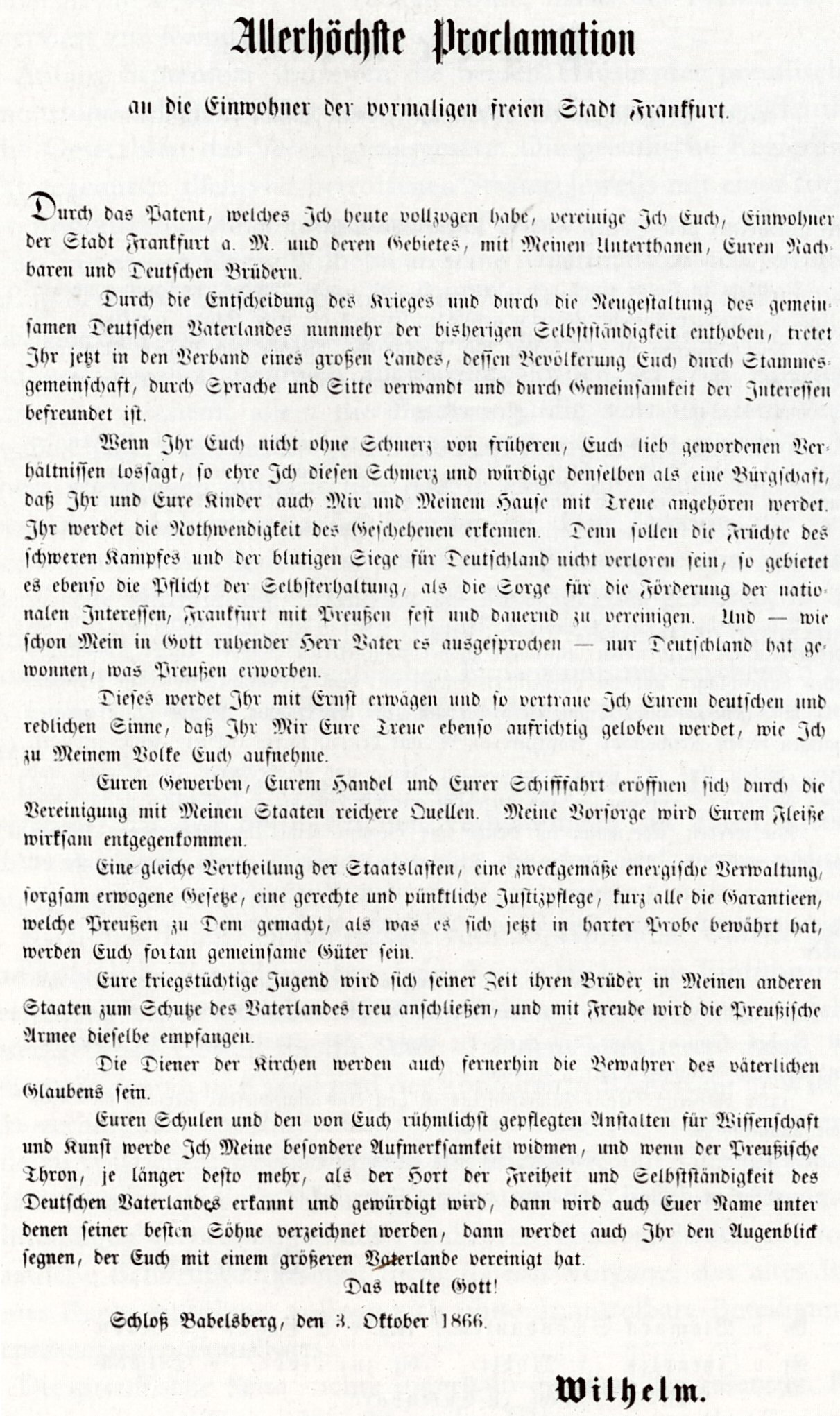
Proklamation des preußischen Königs an die Bürger Frankfurts

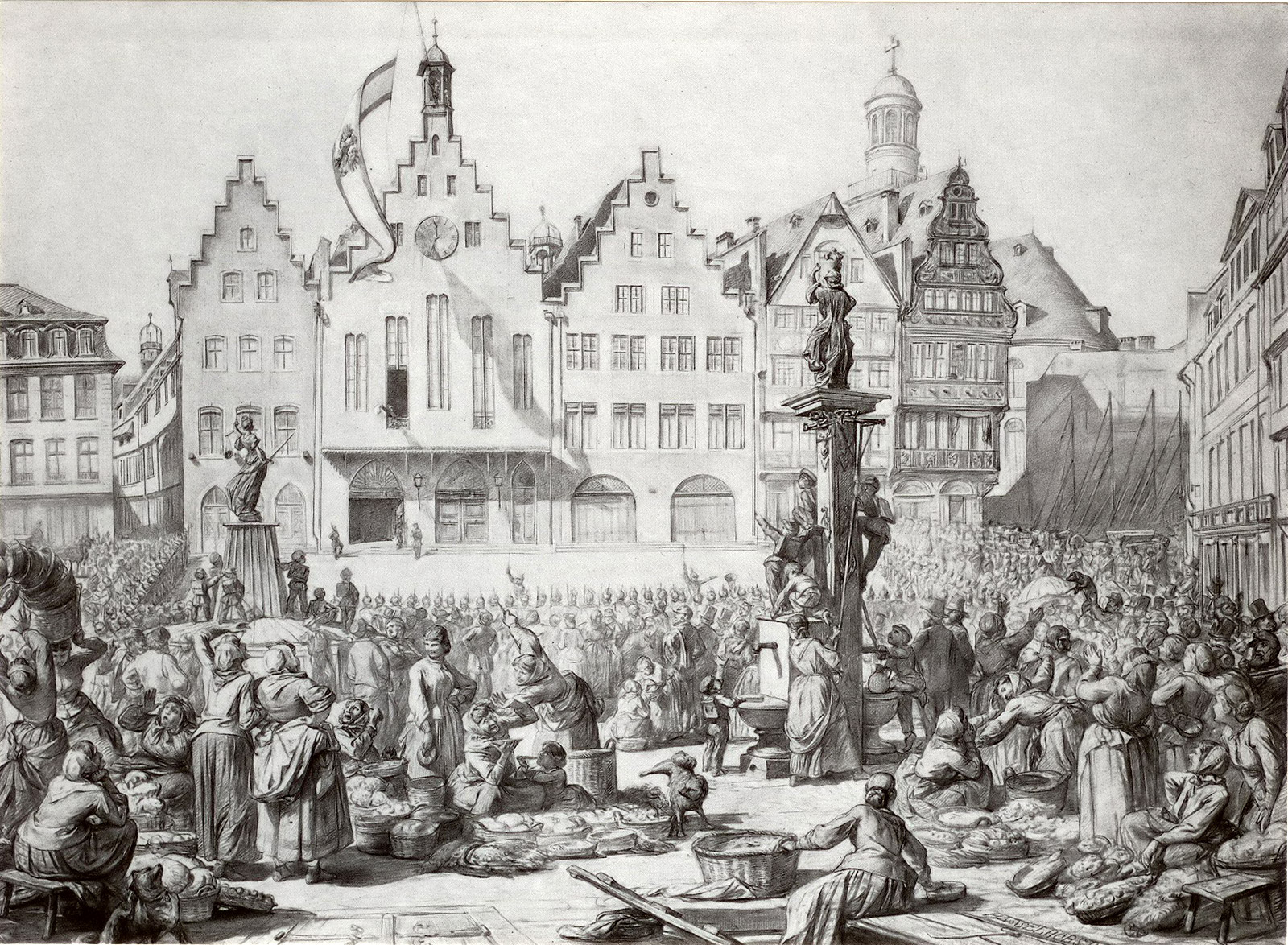
Verkündung der Annexion am 8. Oktober 1866

Die Gesetzgebende Versammlung und die Ständige Bürgerrepräsentation der Freien Stadt lehnten diesen Vorschlag jedoch am 23. Juli 1866 ab, um gegen die Behandlung der Stadt zu protestieren. Der preußische Stadtkommandant Generalmajor von Roeder legte dies als offene Rebellion aus und forderte Fellner auf, bis zum nächsten Morgen eine Proskriptionsliste mit den Namen und Besitzverhältnissen aller Mitglieder der städtischen Körperschaften offenzulegen. Andernfalls drohte er mit der Bombardierung und Plünderung der Stadt.
Fellner fand sich somit in einem unauflösbaren Konflikt zwischen seinen Pflichten gegenüber der Stadt und ihren Bürgern einerseits und seinem Eid als Regierungsbevollmächtigter andererseits – eine Situation, in der er keinen anderen Ausweg als den Selbstmord sah. Am Morgen seines 59. Geburtstages, dem 24. Juli 1866, erhängte sich Fellner in seinem Wohnhaus in der Seilerstraße.
Obwohl die Mitteilung seines Todes von der preußischen Militärbehörde unterdrückt wurde, verbreitete sie sich rasch in der Bürgerschaft. Über 6.000 Bürger gaben ihm bei seinem Begräbnis auf dem Hauptfriedhof am 26. Juli 1866 das letzte Geleit, obwohl die Beerdigung auf Anordnung des Stadtkommandanten am frühen Morgen um 04:30 Uhr stattzufinden hatte. Bei der Trauerfeier überreichte Fellners Schwager, Appellationsgerichtsrat Kugler, dem neuen preußischen Landrat Dienst die leere Proskriptionsliste und den Strick, mit dem Fellner sich erhängt hatte.
Danach wurden die schlimmsten Repressalien gelockert. Bismarck hatte in diplomatischen Kontakten mit dem französischen Kaiser und dem russischen Zaren die Gewissheit gewonnen, dass diese der preußischen Annexionspolitik keinen Widerstand entgegensetzen würden. Eine Delegation der Stadt unter Führung des Senators Müller erreichte Ende Juli bei Bismarck in dessen böhmischem Hauptquartier einen Aufschub der Kontributionsforderung, erhielt aber zugleich die Mitteilung, dass die Annexion beschlossene Sache sei. Am 28. Juli setzte Preußen eine Zivilverwaltung unter dem Landrat Guido von Madai ein und ernannte Senator Samuel Gottlieb Müller zum amtierenden Bürgermeister. Im September stimmten beide Häuser des preußischen Landtags für das von der Regierung vorgelegte Annexionsgesetz, das am 23. September veröffentlicht wurde. Die Annexion vollzog sich am 8. Oktober 1866 mit der öffentlichen Verlesung des Patentes wegen Besitznahme der vormaligen Freien Stadt Frankfurt und der Allerhöchsten Proclamation an die Einwohner der vormaligen freien Stadt Frankfurt durch den neuen Zivilgouverneur von Patow auf dem Römerberg. In das „Hoch auf den König“ soll nur ein einziger der versammelten Frankfurter eingestimmt haben.
Nach dem Ende von über 600 Jahren als eigenständige Stadtrepublik verblieben in Deutschland nur noch drei Stadtstaaten: Lübeck, das 1937 an Preußen fiel, sowie die Freie Hansestadt Bremen und Hamburg, die diese alte Tradition bis heute fortsetzen.

### Die Eingliederung in den preußischen Staat

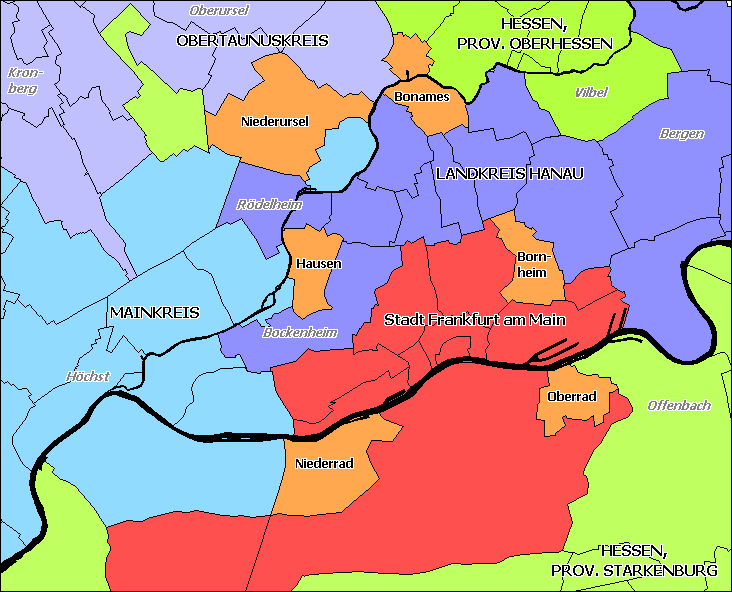
Gemeinden des preußischen Stadtkreises Frankfurt

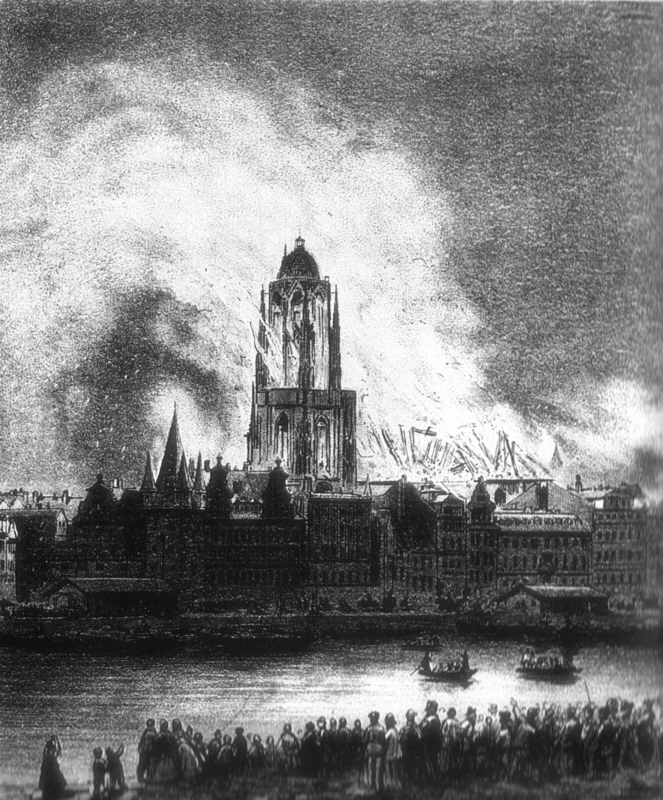
Der Dombrand am 14. August 1867

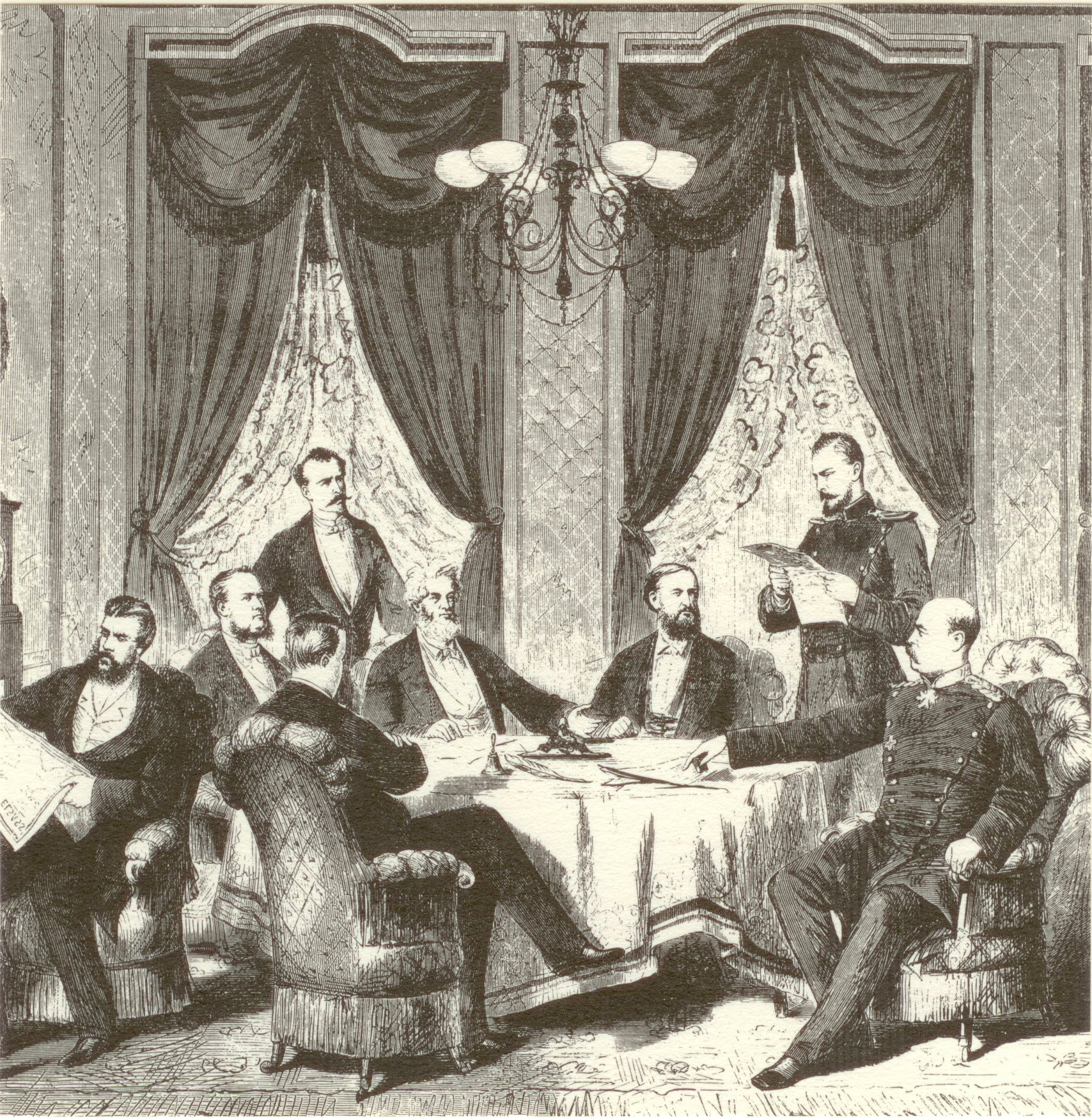
Der Friede von Frankfurt

Trotz der Einsicht in die realpolitische Notwendigkeit und der Gewissheit, dass die kleine Republik, deren Grenzen man an einem Tag umwandern konnte, im Zeitalter der Nationalstaaten schon längst ein Anachronismus geworden war, stürzte der Verlust der Freiheit und der politischen Bedeutung als Bundesstadt die Frankfurter Gesellschaft in eine tiefe Depression. Stoltze schrieb sarkastisch: „No immerhin, die alte Frei-, Reichs-, Wahl-, Krönungs-, Meß- und Hannelsstadt is jetzt e preußisch Provinzstadt worn!“ Noch bis weit ins 20. Jahrhundert hinein bezeichneten sich die Frankfurter als „Musspreußen“.
Zu der Demütigung trat die Furcht vor dem wirtschaftlichen Ruin aufgrund der weiterhin bestehenden preußischen Kontributionsforderungen. Während die Frankfurter Verhandlungsführer die Rückzahlung der bereits geleisteten Kontribution verlangten, weil sie unrechtmäßig erhoben sei, und dabei Unterstützung beim preußischen Zivilgouverneur Patow und sogar im Landtag fand, weigerte sich das Finanzministerium, da die Gelder schon im Haushalt verplant seien. Schließlich griff Bismarck ein, der die Frankfurter öffentliche Meinung zugunsten Preußens beeinflussen wollte. Da König Wilhelm mit dem Annexionspatent für ein Jahr persönlich die alleinige gesetzgebende Gewalt für die Stadt übernommen hatte, konnte er im Sommer 1867 bei einer Audienz in Bad Ems den Vertretern der städtischen Gremien zusichern, dass der preußische Staat die „zur Deckung von Kriegslasten aufgenommenen Anleihen“ als Staatsschulden der früheren Freien Stadt Frankfurt ansehen und übernehmen werde.
Damit war der Weg für eine Aufteilung des staatlichen und des kommunalen Vermögens der Freien Stadt Frankfurt vorgezeichnet. Im März 1869 wurde der Frankfurter Rezess vereinbart. Der Preußische Staat übernahm Grundstücke, Gebäude und sonstiges Vermögen der Frankfurter Eisenbahnen, des Frankfurter Militärs, den Staatstelegraphen, die staatlichen Archivalien, verschiedene Straßen mit überörtlicher Bedeutung und die Mainbrücke sowie die Schuldtitel der Freien Stadt und die Pensionsverpflichtungen gegenüber ihren Beamten. Die Stadt behielt ihren Lotteriefonds, der jährlich 200.000 Gulden abwarf, bis 1872, dazu eine Entschädigung von zwei Millionen, die der König aus seinem Privatfonds um eine weitere Million aufstockte.
Als weitere versöhnliche Geste unterstützte der König den Wiederaufbau des am 15. August 1867 niedergebrannten Kaiserdomes. Der Brand der alten Wahl- und Krönungskirche der Kaiser in der Nacht vor dem Antrittsbesuch des preußischen Königs in seiner neuen Provinzstadt war den Frankfurtern als Fanal erschienen. Friedrich Stoltze fasste die Gefühle der Frankfurter in die Worte:
Alles, was uns lieb und theuer,

Was uns heilig, hoch und werth:

Unsre Tempel fraß das Feuer,

Unsre Freiheit fraß das Schwert.
Aber der Wiederaufbau der Ruine bot dem Bürgersinn der Frankfurter auch ein neues Betätigungsfeld. Dem am 29. August gegründeten Dombauverein gehörten die angesehensten Honoratioren der Stadt an, darunter Mayer Carl von Rothschild. Auch die preußische Königin Augusta trat dem Verein bei, und König Wilhelm übernahm das Patronat.
Über die künftige Verfassung der Stadt entwickelte sich ein Konflikt, der die politischen Frontlinien in Frankfurt für lange Zeit zementierte. Eine Gruppe um den amtierenden Bürgermeister Müller und Mitglieder der ständigen Bürgerrepräsentation hatte versucht, wesentliche Elemente der alten Verfassung, darunter die Senatsherrschaft, auch unter preußischer Herrschaft zu wahren. Müller scheiterte jedoch, weil er nicht nur die preußisch gesinnten Nationalliberalen gegen sich hatte, sondern auch diejenigen fundamentalistischen Kreise, denen bereits seine Verhandlungen mit Bismarck während der Annexionsphase zu eigenmächtig und konzessionsbereit gewesen waren. Das preußische Innenministerium setzte daraufhin eine ausschließlich aus preußenfreundlichen Vertretern bestehende städtische Verhandlungskommission ein, die sich für einen völligen Verzicht auf die freistädtischen Verfassungsorgane einsetzte und eine echte Magistratsverfassung auf der Grundlage der Preußischen Städteordnung von 1853 vorschlug. Man strebte lediglich eine spezifische Anpassung des Zensuswahlrechtes an, die im Wesentlichen dazu diente, die unbemittelten Bevölkerungsgruppen von der politischen Mitbestimmung auszuschließen. Die von der Frankfurter Zeitung Leopold Sonnemanns angeführte demokratische Opposition kritisierte diese freiwillige Aufgabe der freistädtischen Rechtspositionen durch Verhandlungsführer, welche nicht durch städtische Gremien legitimiert waren, konnte sich jedoch damit nicht durchsetzen.
Am 25. März 1867 erließ König Wilhelm das Gemeindeverfassungs-Gesetz für die Stadt Frankfurt am Main. Die Stadt Frankfurt und ihr ehemaliger Landbezirk mit den Gemeinden Bornheim, Bonames, Hausen, Niederrad, Oberrad und Niederursel bildeten nun den Stadtkreis Frankfurt am Main im Regierungsbezirk Wiesbaden, der zur Provinz Hessen-Nassau gehörte. Am 1. Oktober 1867 trat die neue Gemeindeverfassung in Kraft. In der ersten Stadtverordnetenversammlung erhielten die Liberalen eine klare Mehrheit. Zum ersten Oberbürgermeister Frankfurts ernannte der König den Frankfurter Bürger und ehemaligen Senator der Freien Stadt, Daniel Heinrich Mumm von Schwarzenstein.
Einen wichtigen Meilenstein zur Versöhnung Frankfurts mit der Annexion stellte der Friede von Frankfurt dar. Bei den Verhandlungen am 10. Mai 1871 sagte Bismarck: „Es ist mir ein schöner Gedanke, dass der erste große politische Akt des wiedererstandenen Deutschen Reiches gerade in Frankfurt, der alten deutschen Kaiser- und Krönungsstadt, sich hat vollziehen können. Ich wünsche von Herzen, dass der Friede von Frankfurt auch den Frieden für Frankfurt und mit Frankfurt bringen werde.“

## Territorium

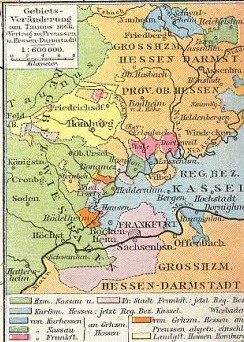
Territorium der Freien Stadt Frankfurt

Das Staatsgebiet der Freien Stadt lag weitgehend innerhalb des heutigen Frankfurter Stadtgebiets, beiderseits des Mains. Es war seit dem 15. Jahrhundert im Wesentlichen unverändert geblieben. Die Nachbarstaaten Frankfurts waren das Großherzogtum Hessen im Süden (Provinz Starkenburg) und Norden (Provinz Oberhessen), das Kurfürstentum Hessen (Kreis Hanau) im Norden und Osten, die Landgrafschaft Hessen-Homburg im Nordwesten und das Herzogtum Nassau im Westen.
Das Territorium der Freien Stadt umfasste die eigentliche Stadt Frankfurt als Stadtbezirk, acht Dörfer im Landbezirk sowie den Forstbezirk.

### Stadtbezirk
Der Stadtbezirk bestand vor allem aus der staufischen Altstadt und der im 14. Jahrhundert gegründeten Neustadt, die beide auf dem rechten Mainufer innerhalb der Anfang des 19. Jahrhunderts zu den Wallanlagen umgestalteten Stadtbefestigung lagen. Auf einer Fläche von nur knapp zwei Quadratkilometern wohnten über 40.000 Einwohner, bis 1866 stieg diese Zahl bis auf etwa 70.000 an. Im ebenfalls bisher ummauerten Stadtteil Sachsenhausen auf dem linken Mainufer lebten anfangs rund 5.000 Menschen, überwiegend Handwerker und Kleinbürger.
Die außerhalb der Wallanlagen in einem Umkreis von etwa drei bis vier Kilometern gelegene Gemarkung bestand zunächst noch weitgehend aus landwirtschaftlich genutzten Flächen. Unmittelbar vor der Stadt lagen Gärten, Streuobstwiesen und Weinberge. Die Außenbezirke etwa entlang des heutigen Alleenrings wurden nach einer seit alters her überlieferten Flurverfassung bewirtschaftet, deren Grundlage immer noch die mittelalterliche Dreifelderwirtschaft war. Ein Teil des Geländes war mit Sommergetreide bestellt, ein Teil mit Wintergetreide, während der dritte Teil brachlag. Dazwischen lagen kleinere Waldstriche und Fluren wie das Knoblauchsfeld im Nordend, wo die für die Wasserversorgung der Stadt lebenswichtigen Quellen lagen. Der Bau der Wasserversorgung zwischen 1827 und 1834 war eines der wichtigsten öffentlichen Projekte der Freien Stadt gewesen. Aus vier Brunnenkammern wurde das Wasser in zwei Verteilstationen in der Nähe des Friedberger- und des Eschenheimer Tores gespeist, von wo ein Leitungssystem von etwa 17 Kilometern Länge täglich etwa 1500 Kubikmeter Quellwasser auf insgesamt 98 Pump- und 120 Röhrenbrunnen, 120 Feuerhydranten und ca. 300 Hauszapfventilen verteilte. Beim Bau der Wasserleitung hatte Stadtbaurat Hoffmann prognostiziert, dass die Wasserversorgung bei einem angenommenen Bevölkerungswachstum von 10.000 pro Jahrhundert und einem Bedarf von 20,7 Litern pro Person und Tag für mehrere Jahrhunderte ausreichen würde. Die tatsächliche Entwicklung der Bevölkerung und des Wasserverbrauchs sorgte schon Ende der 1850er Jahre für zunehmende Wasserknappheit, doch wurden die Pläne zum Bau eines Wasserwerks zur Aufbereitung von Mainwasser und zum Bau einer Fernwasserleitung vor dem Ende der Freien Stadt nicht mehr realisiert.
Um die Stadt zog sich im 19. Jahrhundert immer noch ein Kranz von großen, aus dem Mittelalter stammenden Wehrhöfen, darunter auf dem nördlichen Mainufer der Gutleuthof, der Hellerhof, der Kettenhof, der Grünhof, der Kühhornshof und die Riederhöfe, auf der südlichen Mainseite der Sandhof und der Riedhof. Erst allmählich, vor allem ab 1840, dehnte sich das geschlossene Siedlungsgebiet in die Gemarkung aus. Viele der ehemaligen Flurbezeichnungen finden sich noch heute in den Straßennamen, z. B. Kettenhofweg, Feldgerichtstraße oder Oeder Weg.
Die Gemarkung umfasste rechtsmainisch die heutigen Stadtteile Bahnhofsviertel, Gutleutviertel, Gallusviertel, Westend, Nordend und Ostend (einschließlich Riederwald) mit einer Fläche von 10.770 Morgen, das sind 2182 Hektar, dazu linksmainisch den außerhalb der Mauern gelegenen Teil von Sachsenhausen mit einer Fläche von etwa 400 Hektar. In der Gemarkung lebten zuletzt bereits etwa 10.000 Menschen.
Vereinzelt gab es in der Gemarkung auch bereits kleinere Industriebetriebe, so die Farbenfabrik Brönner am Kettenhofweg im Westend. Vor allem im Nordend entstanden jedoch ab 1825 in rascher Folge Gewerbebetriebe, vor allem chemische Fabriken, Schriftgießereien und Kunstdruckereien. 1836 ließ der Unternehmer Friedrich Wippermann im Oeder Weg die erste Dampfmaschine Frankfurts für seine seit 1825 dort bestehende Pulverisieranstalt, eine Farbmüllerei, in Betrieb nehmen.
Zum Schutz der Gemarkung hatte seit dem Mittelalter die Frankfurter Landwehr gedient, ein System aus undurchdringlichen Hecken mit einem oder zwei Gräben, die nur an wenigen Stellen, die durch Warttürme geschützt waren, passierbar waren. Zwar war der Unterhalt der Landwehr bereits ab 1785 eingestellt worden, doch blieben die Anlagen bis zur Bebauung der Flächen noch recht ansehnlich. Zwischen Eschersheimer Landstraße und Friedberger Warte blieb die Landwehr noch bis zur Bebauung der ehemaligen Bunde um 1930 erkennbar. Die Sachsenhäuser Landwehr ist sogar heute noch stellenweise sichtbar, z. B. in der Nähe des Goetheturms.
Die an den Stadtbezirk angrenzenden Gemeinden der Nachbarstaaten waren nördlich des Mains: Griesheim, die Stadt Bockenheim, Ginnheim, Eschersheim, Eckenheim und Fechenheim, die alle Anfang des 20. Jahrhunderts nach Frankfurt eingemeindet wurden.

### Landbezirk
Von den acht Gemeinden des Landbezirkes lagen Bornheim, Oberrad und Niederrad innerhalb der Landwehr und grenzten damit unmittelbar an das Stadtgebiet an. Vor allem Bornheim entwickelte sich gegen Ende des 19. Jahrhunderts immer mehr zu einer suburbanen Vorstadt. Auf der ehemaligen Bornheimer Heide entlang des nach Bornheim führenden Sandwegs und der Berger Straße entstand ab 1820 bis etwa 1860 eine nahezu geschlossene Bebauung.
Die Dörfer Hausen, Niederursel (zur Hälfte mit dem Großherzogtum Hessen), Bonames, Niedererlenbach und Dortelweil waren durch hessische und nassauische Gebiete voneinander sowie vom Hauptstaatsgebiet getrennt. Aufgrund der größeren Stadtferne behielten sie ihren ländlichen Charakter noch bis weit ins 20. Jahrhundert bei, lediglich in Bonames hatte es schon seit dem Mittelalter ein florierendes Kleingewerbe gegeben. Bis auf Dortelweil – heute ein Ortsteil von Bad Vilbel – gehören alle heute wieder zur Stadt Frankfurt am Main.
Der gesamte Landbezirk hatte eine Fläche von 15.570 Morgen (3153 Hektar), die sich folgendermaßen verteilte:
| Gemarkung        | Fläche in Morgen | Fläche in Hektar |
| ---------------- | ---------------- | ---------------- |
| Nieder-Erlenbach | 4366             | 884              |
| Dortelweil       | 2568             | 520              |
| Bornheim         | 2110             | 427              |
| Niederursel      | 1703             | 345              |
| Bonames          | 1559             | 316              |
| Hausen           | 0640             | 130              |

Hinzu kamen die Gemarkungen der südmainischen Dörfer Oberrad und Niederrad mit zusammen 2624 Morgen (531 Hektar). Von der Fläche des Landbezirks befanden sich nur 4841 Morgen (31 %) im Eigentum der Dorfbewohner, 4249 Morgen gehörten Frankfurter Bürgern, Stiftungen oder der Stadt, während der Rest Eigentum von Ausländern war (z. B. des Deutschen Ordens).

### Forstbezirk
Wichtigster Teil des 22.123 Morgen (4.480 Hektar) großen Forstbezirk war der seit 1372 zu Frankfurt gehörende Stadtwald, der sich südlich des Mains auf einer Fläche von fast 40 Quadratkilometern erstreckte. Auch der südlich von Bornheim gelegene Riederwald und die Exklave Hohemark im Taunus, an der die Dörfer Hausen, Niedererlenbach, Bonames, Niederursel und Dortelweil Anteile hatten, gehörten zum Forstbezirk. Der Holzeinschlag stellte einen wichtigen Wirtschaftsfaktor dar, während die Bedeutung des Waldes für die Schweinemast gegenüber der reichsstädtischen Zeit stark zurückgegangen war. Am Wäldchestag, dem Dienstag nach Pfingsten, zogen fast alle Bürger zum Oberforsthaus in den Stadtwald, um dort Frankfurts größtes Volksfest zu feiern. Es hatte sich aus den jährlichen Brennholzzuteilungen an die Bürger entwickelt.
Insgesamt umfasste das Territorium der Freien Stadt 48.470 Morgen (9.815 Hektar). Es bestand nach der Annexion noch bis 1885 als preußischer Stadtkreis Frankfurt am Main fort, bis auf die an das Großherzogtum Hessen im Tausch gegen eine Hälfte Niederursels abgetretenen Gemeinden Dortelweil und Niedererlenbach.

## Einwohnerzahlen
Die Entwicklung der Einwohnerzahlen zeigt ab Ende der 40er Jahre ein stark beschleunigtes Wachstum, sowohl in der eigentlichen Stadt als auch in den bereits damals vorstädtisch geprägten Gemeinden, während sich die Einwohnerzahlen der ländlichen Gemeinden kaum veränderten.
| Jahr                    | 1837   | 1840   | 1843   | 1846   | 1849   | 1852   | 1855   | 1858   | 1861   | 1864   |
| ----------------------- | ------ | ------ | ------ | ------ | ------ | ------ | ------ | ------ | ------ | ------ |
| Stadtbezirk             | 54.037 | 56.217 | 56.348 | 58.519 | 59.366 | 62.561 | 64.316 | 68.049 | 71.564 | 78.221 |
| Vorstädtische Gemeinden | 6.296  | 6.562  | 6.630  | 6.860  | 7.052  | 7.587  | 7.522  | 8.254  | 8.880  | 9.866  |
| Landgemeinden           | 2.818  | 2.743  | 2.853  | 2.861  | 2.936  | 3.002  | 2.946  | 2.975  | 2.946  | 3.063  |
| Gesamtes Staatsgebiet   | 63.151 | 65.522 | 65.831 | 68.240 | 69.354 | 73.150 | 74.784 | 79.278 | 83.390 | 91.150 |

## Verfassung und Verwaltung

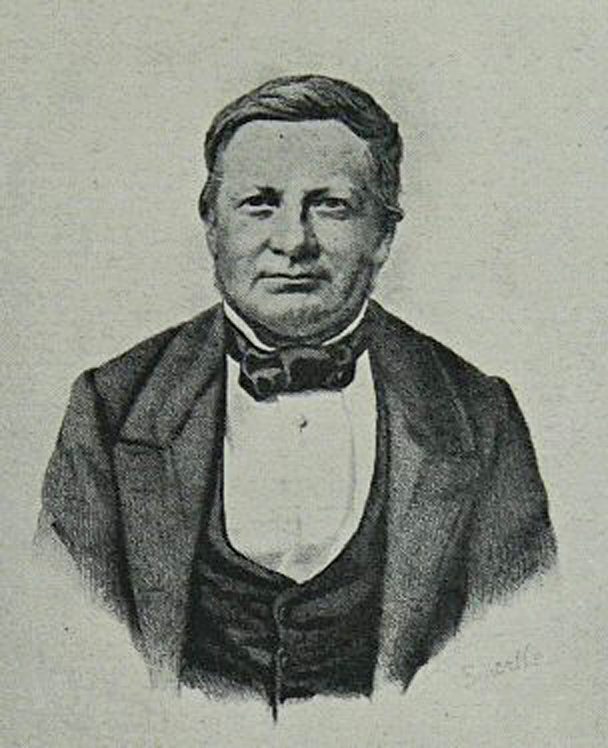
Karl Konstanz Viktor Fellner, letzter Bürgermeister der Freien Stadt Frankfurt

Das Grundgesetz der Freien Stadt Frankfurt war die 1816 erlassene Konstitutionsergänzungsakte, welche die alte von 1614 bis 1806 geltende Ratsverfassung modernisierte. Nach der Konstitutionsergänzungsakte ruhte „die Souveränität der Stadt auf der Gesamtheit der christlichen Bürgerschaft.“ Die drei wichtigsten Verfassungsorgane waren der Gesetzgebende Körper, die ständige Bürgerrepräsentation und der Senat der Freien Stadt Frankfurt. Sie waren untereinander sowie mit der Justizverwaltung verflochten, so dass die Prinzipien der Gewaltenteilung nicht eingehalten waren.

### Gesetzgebender Körper
Der Gesetzgebende Körper bestand aus 85 Mitgliedern. 20 davon stellte der Senat (bis 1856) und 20 die ständige Bürgerrepräsentation, während 45 in indirekter Wahl von den Bürgern bestimmt wurden. Dazu wählten diese jährlich ein Wahlkollegium aus 75 Bürgern, zu denen seit 1823 noch neun Deputierte aus den Landgemeinden kamen. Erst 1853 erhielten die Landbewohner das Wahlrecht. Mit der Wahlrechtsreform von 1866 wurde die direkte Wahl eingeführt, allerdings fand vor der preußischen Annexion keine Wahl mehr statt.
Der Gesetzgebende Körper war zuständig für die Gesetzgebung, die Bewilligung und Erhebung von Steuern, Genehmigung des Budgets und die Aufsicht über den Staatshaushalt. Der Vorstand des Gesetzgebenden Körpers bestand aus dem Präsidenten, zwei Vizepräsidenten und einem Sekretariat von vier Rechtsgelehrten.

### Ständige Bürgerrepräsentation
Die ständige Bürgerrepräsentation aus 61 Mitgliedern aller Stände stand unter dem Vorsitz eines aus ihrer Mitte gewählten Seniors. Ihr zur Seite standen ein bürgerlicher Konsulent und ein rechtsgelehrter Registrator. Aufgabe der ständigen Bürgerrepräsentation war die Kontrolle der Einnahmen und Ausgaben sowie des städtischen Rechnungswesens. Die Rechnungsprüfung oblag dem aus neun Repräsentanten bestehenden Stadtrechnungs-Revisionscolleg, auch Neunerkolleg genannt.

### Senat
Der städtische Senat war die Exekutive der Freien Stadt Frankfurt und der Nachfolger des Rates der reichsstädtischen Verfassung. Wie dieser bestand er aus drei Bänken mit je 14 Mitgliedern. Anders als vor 1806 lag die Vorherrschaft aber nicht mehr bei den patrizischen Ganerbschaften, vor allem der adeligen Gesellschaften Alten Limpurg und Zum Frauenstein.
Die erste Senatsbank war die Bank der Schöffen, zu denen auch die vier städtischen Syndici gehörten. Ihre Mitglieder ergänzten sich nach dem Prinzip der Anciennität aus der zweiten Bank, der Bank der Senatoren, welche aus Juristen und Kaufleuten bestand. Die Dritte Bank setzte sich aus 12 zünftigen und zwei nichtzünftigen Ratsverwandten zusammen. Die Mitglieder der zweiten und dritten Bank wurden durch die Senatoren nach dem Verfahren der Kugelung kooptiert.
1856 wurde mit einer Verfassungsänderung die dritte Senatsbank abgeschafft und die Anzahl der Senatsmitglieder auf 21 reduziert, von denen vier Handwerker sein mussten. Die Senatoren durften nicht mehr gleichzeitig der Gesetzgebenden Versammlung angehören. Die Justiz wurde von der Verwaltung getrennt und die Richter künftig vom Senat und der Gesetzgebenden Versammlung gewählt. Damit  war die Gewaltenteilung letztlich in der Frankfurter Verfassung verankert.
Jüdische Bürger und Bewohner der Landgemeinden blieben jedoch weiterhin vom Senat ausgeschlossen. Ein entsprechendes  Emanzipationsgesetz vom Februar 1849 war nach dem Scheitern der Revolution 1851 wieder kassiert worden.

### Bürgermeister
Ebenfalls durch Kugelung wurden jährlich die beiden Bürgermeister gewählt. Der Ältere Bürgermeister führte den Vorsitz im Senat und war Chef der auswärtigen Beziehungen sowie des Militärwesens. Er entstammte immer der Schöffenbank. Der Jüngere Bürgermeister aus der Senatorenbank hatte die Leitung der Polizei, des Zunftwesens und der Bürgerrechtsangelegenheiten und war Vertreter seines Kollegen.

### Justiz
Die städtische Justizverwaltung bestand aus den Justizkollegien und den Justizämtern. Oberstes Justizkollegium war das Oberappellationsgericht in Lübeck. Das Appellations- und Kriminalgericht mit seinen sechs Appellationsgerichtsräten wurde von der Schöffen- und der Senatorenbank im Senat gewählt. Es bildete in bürgerlichen Rechtsstreitigkeiten die zweite Instanz zum Stadtgericht, das aus einem Direktor, einem Vizedirektor und vier Gerichtsräten bestand. Vor dem Stadtgericht wurden Zivilstreitigkeiten in erster Instanz verhandelt, darüber hinaus war es das oberste Vormundschaftsgericht und das Ehegericht für Protestanten. Zu den Justizkollegien gehörten ferner das Kuratelamt aus drei Senatoren, zuständig für Vormundschaftsangelegenheiten, sowie das Polizeigericht für Ordnungswidrigkeiten.
Justizämter waren das für strafrechtliche Untersuchungen zuständige peinliche Verhöramt unter dem Vorsitz des Jüngeren Bürgermeisters, das Stadtamt und das Landamt, welche für zivilrechtliche Bagatellfälle unter 300 Gulden Streitwert im Stadtbezirk bzw. im Landbezirk zuständig waren, sowie die Hypotheken-, Transkriptions- und Währschaftsbehöre und das Fiscalat.

### Verwaltung
Mit den städtischen Verwaltungsaufgaben waren 20 Ämter betraut, darunter die Aushebungskommission zur Rekrutierung des städtischen Militärs, das Bauamt, dem auch das Laternenamt, die Pflasterinspektion, die Stadtröhrbrunnen-Aufsicht, die Stadtgärtnerei, die Chausseedeputation und die Brandversicherungsanstalt zugeordnet waren, die Bücherinspektion als Zensurbehörde, die Zentralfinanzkommission, die Einkommensteuer- und Schuldentilgungskommission, das Forstamt, die Innungskommission für Zunftangelegenheiten, das lutherische und das reformierte Konsistorium sowie die Katholische Kirchen- und Schulkommission, das Kriegszeugamt, das Pfandamt, das Polizeiamt, das Rechnei- und Rentenamt, das Sanitätsamt, die Stadtkämmerei, die Stadtlotterie, die Stiftungsdeputation, die Untersuchungskommission und die Zollverwaltung. In den Diensten der Stadt standen unter anderem 12 lutherische und zwei reformierte Prediger nebst den acht lutherischen Dorfpfarrern, ein Polizeiassessor, ein Aktuar, zwei Kommissare, 64 Nachtwächter und zahlreiche Gendarmen, Türmer und Gefängnisaufseher. Unter der Aufsicht der Behörden standen 78 Ärzte, 11 Apotheker, 12 Wundärzte erster und acht zweiter Klasse nebst vier auf den Ortschaften, sieben Zahnärzte, 15 Hebammen in der Stadt und 10 in den Dörfern sowie fünf Tierärzte. Dem Polizeiamt unterstanden auch das Feueramt, das Fisch- und Fleischamt, die Marktaufsicht, das Arbeits- und Besserungshaus sowie die Aufsicht über das Hospital für Unreine (Lepra- und Geschlechtskranke).

### Quartiere

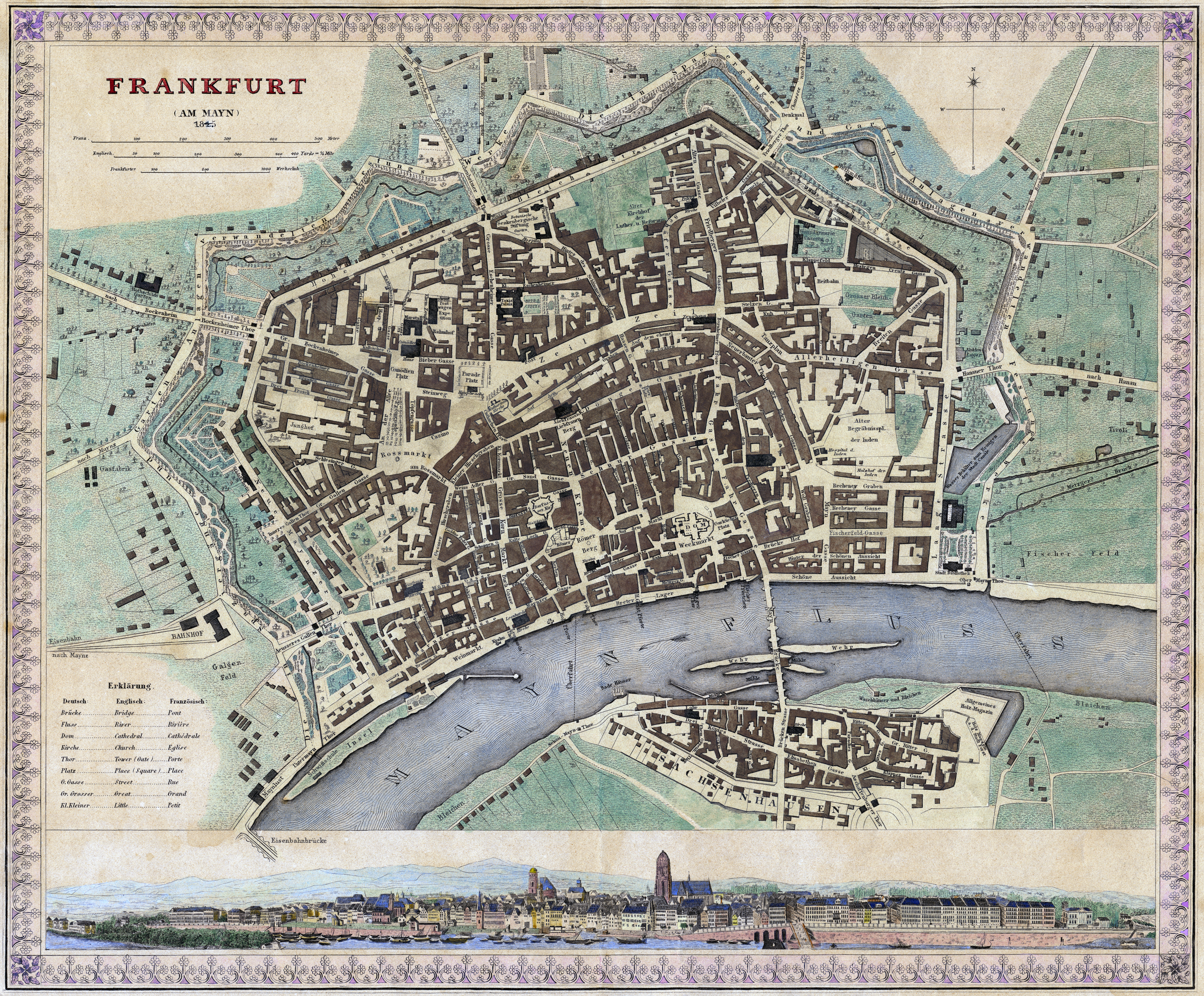
Stadtplan der Altstadt, Neustadt und Sachsenhausens um 1845

Ein Relikt der alten reichsstädtischen Verfassung war die seit dem Fettmilch-Aufstand von 1614 bestehende Einteilung des Stadtgebiets innerhalb der alten Stadtmauern in 14 Quartiere. Ähnlich wie heute noch die Contraden in Siena oder die Sestieri in Venedig bildeten die Quartiere soziale Gemeinschaften innerhalb der Stadtgesellschaft. Jedes Quartier bestand aus 170 bis 270 Häusern, die innerhalb der Quartiere durchnummeriert waren. Ein modernes Nummernsystem nach Straßen wurde erst in preußischer Zeit eingeführt.
Quartier A umfasste die Gassen der Altstadt östlich der Fahrgasse sowie das erst nach 1792 bebaute Fischerfeld, die vier Quartiere B bis E lagen von Ost nach West in der Neustadt. Die Quartiere F bis M lagen in der dichtbesiedelten Altstadt: Quartier F bildeten die Gassen um den Großen Hirschgraben, G das Gebiet um den Liebfrauenberg und die Töngesgasse, H die nordöstliche Altstadt zwischen Fahrgasse und Trierischem Hof. Quartier I lag zwischen der Neuen Mainzer Straße und dem Römerberg, K zwischen Kornmarkt und Neuer Kräme, L zwischen Schnurgasse und Markt und M war das Gebiet um den Dom zwischen Markt und dem Mainufer.
Die Quartiere N und O lagen in Sachsenhausen. Die Grenze zwischen dem östlichen Quartier N – auch Oberhausen genannt – und dem westlichen Unterhausen (Quartier O) bildete die Brückengasse.
In der reichsstädtischen Zeit war das Amt des Bürger-Capitains, wie die Vorsteher der Quartiere hießen, das einzige in demokratischer Wahl vergebene Amt der Stadt gewesen. Durch die Dalbergschen Reformen war dieses Amt abgeschafft und eine Reihe von Aufgaben, die vorher in den Quartieren gelegen hatten, auf die Stadt verlagert worden. In der Freien Stadt Frankfurt hatten die Quartiere, deren Vorstände nun Majoren hießen, die Quartierrolle zu führen, d. h. die Statistik der Einwohner des Quartiers. Sie diente dem Schatzungsamt zur Erhebung der von Bürgern und Beisassen erhobenen Steuern, aber auch als Melderegister zur Kontrolle der im Quartier eingemieteten Fremden. Darüber hinaus waren die Bürgerwehr und die Bürgerfeuerwehr weiterhin nach Quartieren organisiert.
Am 1. Juni 1866 schaffte der Senat die Quartiervorstände ab, weil sie aufgrund der geplanten Polizei- und Wahlrechtsreformen überflüssig geworden waren. Die nach dem Fall der Stadtmauern neu entstehenden Wohngebiete waren überhaupt nicht mehr in die Quartiereinteilung einbezogen worden. Zunächst wurden nur die Grundstücke entlang der alten Landstraßen bebaut, ab 1846 benannte man im Westend, Nordend und Ostend die ersten neuen Straßen, zumeist nach alten Flurbezeichnungen, z. B. Wiesenau, Im Sachsenlager, Im Trutz Frankfurt oder Eiserne Hand.
Die Quartiere und ihre beschauliche Selbstorganisation waren bereits in der freistädtischen Zeit ein Gegenstand nostalgischer Verklärung. Das 1821 uraufgeführte Lustspiel Der alte Bürgerkapitän von Carl Malß erlebte über 45 Jahre Hunderte von Aufführungen, der Schauspieler Samuel Friedrich Hassel wurde zur Verkörperung des behäbigen Alt-Frankfurter Bürgers. Noch heute gehört das Lustspiel zu den meistgespielten Stücken des Frankfurter Volkstheaters.

### Schulwesen
Bis 1803 hatte es in Frankfurt nur eine städtische Schule gegeben, das 1520 gegründete Städtische Gymnasium, welches ausschließlich den Söhnen der lutherischen Bürger vorbehalten war. Außer dem Gymnasium bestanden neun noch aus dem Mittelalter stammende Quartierschulen, Privatschulen mit städtischer Konzession, die vererbt und verkauft werden konnten. Jede Schule hatte im Allgemeinen nur einen Lehrer. Alle Schullehrer hatten sich in einer Art Zunft zusammengeschlossen. Da die Einkünfte aus dem von ihnen selbst erhobenen Schulgeld kaum zum Leben reichten, gingen sie oftmals noch Nebentätigkeiten nach, z. B. dem Schneiden von Schreibfedern. Da jeder von ihnen oft mehrere hunderte Schüler zu betreuen hatte, war unter diesen Umständen von den Quartierschulen keine nennenswerte Bildung zu erwarten. Auch das Gymnasium hatte im 18. Jahrhundert einen schlechten Ruf, da es nach einem völlig veralteten Lehrplan unterrichtete und die Disziplin seiner Schüler zu häufigen Beschwerden Anlass gab. Wohlhabende Bürger wie z. B. Johann Caspar Goethe ließen ihre Kinder daher an auswärtigen Schulen unterrichten oder verpflichteten Hauslehrer, wie Friedrich Hölderlin, der 1796 bis 1798 im Hause des Bankiers Gontard wirkte.
Die Aufsicht über sämtliche Schulen lag seit 1728 beim lutherischen Konsistorium, einem aus weltlichen und geistlichen Mitgliedern bestehenden und vom Rat der Stadt eingesetzten Gremium. Von seinen Vorsitzenden, Friedrich Maximilian Freiherrn von Günderrode und Wilhelm Friedrich Hufnagel, dem tatkräftigen Senior des lutherischen Predigerministeriums, ging schließlich 1803 die Initiative zu einer umfassenden Schulreform aus.
1803 gründete Hufnagel Frankfurts erste Realschule, die Musterschule, deren pädagogisches Konzept dem Geiste Johann Heinrich Pestalozzis verpflichtet war. Zu ihren ersten Lehrern gehörte der Pfarrer und Pädagoge Anton Kirchner, selbst ein ehemaliger Schüler des Frankfurter Gymnasiums, an dem er 1806 die Professur für Religion, Kirchengeschichte und hebräische Sprache übernahm. In der Dalbergzeit beauftragte ihn der Großherzog mit der Vorbereitung weiterer Schulreformen. Grundlage war ein 1812 erlassenes Gesetz über die Verstaatlichung des Schulwesens. Zwar blieb das Lyceum Carolinum, der Versuch eine Frankfurter Universität zu gründen, eine kurzlebige Episode, aber die 1813 erfolgte Gründung der beiden Weißfrauenschulen (je eine Volksschule für Jungen und Mädchen aus dem Kaufleutestand) war erfolgreich.
Nach der Wiederherstellung der Freien Stadt hob der Senat die staatliche interkonfessionelle Schul- und Studieninspektion wieder auf. Die Aufsicht über das Gymnasium, die Musterschule und alle lutherischen Schulen führte künftig das lutherische Konsistorium, während für die katholischen Schulen eine katholische Kirchen- und Schulkommission zuständig wurde. 1818 wandelte der Senat die lutherischen Schulen in evangelische um, indem er das reformierte Konsistorium in die Aufsicht mit einbezog. Auch die Lehrpläne wurden reformiert, z. B. am Gymnasium der Unterricht in Mathematik, Geographie und Französisch eingeführt.
1824 wurden die letzten Quartierschulen abgeschafft und drei neue staatliche Schulen gegründet. Neben dem Gymnasium und der Musterschule bestanden nun die Katharinenschule als Mittelschule sowie die Allerheiligen-, die Dreikönigs- und die Weißfrauenschule als Volksschulen. Das Gymnasium nahm seit der Dalbergzeit auch katholische und jüdische Schüler auf, alle anderen Institute nur evangelische Schüler. Für die Katholiken bestanden vier Volksschulen. Knabenschulen waren die Selektenschule an der Liebfrauenkirche und die Domschule, Mädchenschulen die Schulen der Englischen Fräulein sowie der Rosenberger Einung. Die jüdische Gemeinde besaß seit 1804 mit dem Philanthropin eine eigene Realschule sowie eine Volksschule für die Kinder unbemittelter Eltern.
Mit der Schulreform stieg auch das Ansehen und die Attraktivität der Frankfurter Schulen wieder. Insbesondere das Gymnasium zog in der freistädtischen Zeit namhafte Gelehrte an, darunter den Entzifferer der Keilschrift, Georg Friedrich Grotefend, den Begründer des Maschinenbaus, Johann Heinrich Moritz von Poppe, die Historiker Friedrich Christoph Schlosser, Georg Ludwig Kriegk, Theodor Creizenach und Johannes Janssen, den Geographen Carl Ritter und die Altphilologen Johannes Classen und Tycho Mommsen.
1830 bestätigte der Senat in den beiden Dotationsurkunden die Übertragung der Schulgebäude für die Volks- und Mittelschulen an die Kirchen und sicherte zu, diese von allen Lasten freizustellen. Die Verträge erklärten „Das städtische Ärar für verpflichtet, denjenigen Bedarf dieser Gemeinde-Schulen, welcher durch das Schulgeld oder deren sonstige Einkünftige nicht gedeckt seyn wird, jederzeit aus den Staats-Mitteln unmittelbar zu ergänzen.“ Bis zum Ende der Freien Stadt blieb es bei der konfessionellen Organisation der Schulaufsicht, erst 1872 wurde ein staatliches Schulamt gegründet.

## Religionsgemeinschaften

### Kirchenverfassung

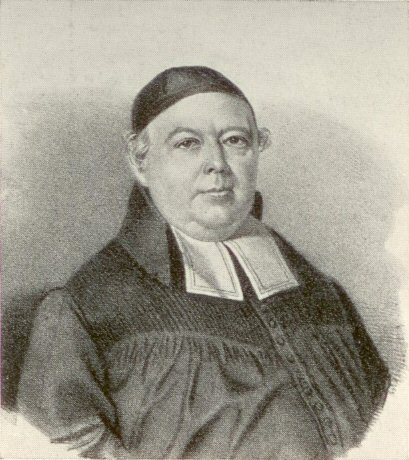
Anton Kirchner, Pfarrer und Schulreformer

Während in der reichsstädtischen Zeit das lutherische Konsistorium das Kirchenregiment ausgeübt hatte, erforderte die rechtliche Gleichstellung der christlichen Konfessionen nach 1806 auch eine Neuregelung der Kirchenverfassung. Die Konstitutionsergänzungsakte von 1816 bestimmte dazu in Artikel 35: „Alle und jede sowohl christliche als auch andere kirchliche Gemeinde, gleichwie sie auf den Schutz des Staates Anspruch zu machen haben, sind auch der Oberaufsicht des Staates untergeordnet und dürfen keinen besonderen Staat im Staate bilden.“ Diese Oberaufsicht wurde dem Senat übertragen, der dazu das bereits vor 1806 bestehende lutherische Konsistorium wieder errichtete. Es bestand nach Artikel 36 aus zwei lutherischen Senatoren, dem Senior des Predigerministeriums, zwei lutherischen Pfarrern und einem rechtsgelehrten Konsistorialrat. Mit Ausnahme der Ehesachen, die nun dem Stadtgericht übertragen waren, blieben die Zuständigkeiten wie seit 1728 geregelt. Artikel 37 stellte der reformierten Kirche frei, ebenfalls ein Konsistorium einzurichten, was am 8. Februar 1820 durch Verordnung des Senates auch geschah. Artikel 38 regelte die Gründung der katholischen Kirchen- und Schulkommission, Artikel 39 bestimmte, dass der Staat für die Dotation des lutherischen und des katholischen Religions-Kultus und Schulwesens aufgrund des festgestellten Bedarfs zu sorgen habe. Die Verhandlungen über diese Dotation zogen sich jedoch hin, so dass die beiden Dotationsurkunden erst 1830 erlassen wurden. Nach Artikel 40 der Konstitutionsergänzungsakte hatten die drei Konfessionen das Recht, jeweils einen Gemeindevorstand zu wählen.

Insgesamt war seit den Zeiten der Aufklärung in Frankfurt ein deutlicher Rückgang der kirchlichen Bindungen in allen Bevölkerungsschichten zu beobachten. Carl Ritter schrieb 1811 über seine Zeit als Hauslehrer des Bankiers Johann Jakob Bethmann-Hollweg: 

„Es herrscht durchaus eine so sinnliche Liebe zum Irdischen unter uns allen, daß die zum Geistlichen, Göttlichen zu den größten Seltenheiten gehört. Ich kann jahrelang in unserem Hause leben, das aus einer bedeutenden Anzahl von Personen besteht, ohne auch nur eine einzige religiöse Äußerung aus freien Stücken zu vernehmen. Es ist durchaus von nichts in religiöser Beziehung die Rede, da diese Ansicht vollkommen fehlt. Die Menschen werden hier geboren und sterben, sie sind glücklich und unglücklich, sie hoffen und fürchten, und nichts von alledem erinnert an einen höheren Zusammenhang an Gott und Unsterblichkeit.“

### Evangelisch-lutherische Kirche
Der evangelisch-lutherischen Gemeinde gehörten 1814 etwa 28.000 Personen an. Sie erstreckte sich bis 1899 über das gesamte Stadtgebiet und besaß sechs Predigtstätten, an denen 12 Geistliche wirkten. Eine feste Zuordnung von Parochien, etwa nach dem Wohnsitz, gab es in Frankfurt nicht, sondern jede Familie hielt sich zu einer Kirche bzw. einem Prediger ihrer Wahl. Beliebte Pfarrer wie der bedeutende Prediger Anton Kirchner hatten einen guten Kirchenbesuch, eine hohe Zahl von Kasualien und reiche Einnahmen an Kollekten und Gebühren, während andere weit weniger in Anspruch genommen wurden. Insgesamt wurden nur zwei Drittel der Kinder getauft, die Hälfte der Ehen kirchlich geschlossen und etwa 40 % der Verstorbenen kirchlich bestattet. In den Neubaugebieten außerhalb der alten Stadtmauern gab es überhaupt keine kirchliche Versorgung, erst 1892 entstand als erster Kirchenneubau im Nordend die Lutherkirche.
Der lutherische Gemeindevorstand trat am 17. Mai 1820 erstmals zusammen. Ihm gehörten 36 Personen aus dem weltlichen Stande an, die jährlich aus der Gesamtheit der Bürger lutherischer Konfession ohne Rücksicht auf Quartier und Kirche gewählt wurden. Geistliche, Senatoren und Mitglieder des Konsistoriums besaßen kein passives Wahlrecht, „da diese verfassungsmäßig in anderer Beziehung wirksam sind“. An diesen Wahlen beteiligten sich jedoch nie mehr als 600 Gemeindemitglieder, d. h. weniger als drei Prozent.
Weil die Kompetenzen des Gemeindevorstandes von denen des Predigerministeriums nicht vollkommen klar abgegrenzt waren, kam es im Laufe der Zeit immer wieder zu Reibereien. Erst 1833 erhielt der Gemeindevorstand ein Mitwirkungsrecht bei der Pfarrerwahl, ab 1835 gab es gemeinsame Kommissionen und Ausschüsse beider Gremien.
Eine wesentliche Veränderung der Kirchenverfassung trat nach 1848 ein. Der gescheiterte Verfassungsentwurf der Konstituante sah eine strikte Trennung von Staat und Kirche, ein Verbot der Gründung von katholischen Klöstern und Orden und den Wegfall der kirchlichen Schulaufsicht vor. Von diesen Forderungen blieb zunächst nur eine übrig: 1851 führte Frankfurt endgültig die Zivilehe und die städtische Führung von Standesbüchern ein. Mit der Begründung, der Senat sei schon längst nicht mehr lutherisch, in neuester Zeit nicht einmal mehr christlich, forderten jedoch nunmehr auch der Gemeindevorstand und das Predigerministerium die Schaffung einer vom Staat unabhängigen Kirche. Dies geschah mit drei am 5. Februar 1857 verkündeten Gesetzen, dem Organischen Gesetz, die Abänderung einiger die evangelisch-lutherische Kirchenverfassung berührender Bestimmungen der Constitutions-Ergänzungsakte betreffend, dem Gesetz über den Geschäftskreis des evangelisch-lutherischen Konsistoriums und dem Gesetz, die Zusammensetzung und den Geschäftskreis des evangelisch-lutherischen Gemeindevorstandes betreffend. Mit der neuen Kirchenverfassung wurde die Kirche in sechs Sprengel gegliedert, denen jeweils eine Kirche zugewiesen war. Dem Gemeindevorstand gehörten künftig die 12 Pfarrer und 36 Mitglieder aus dem weltlichen Stand an. Das Kirchenregiment wurde dem Konsistorium übertragen. Die Pfarrer mussten das Frankfurter Bürgerrecht besitzen.
Diese Verfassung blieb im Grundsatz auch nach der preußischen Annexion bestehen, wenn auch das Kirchenregiment auf die neue Landesregierung überging und die staatskirchenrechtlichen Bestimmungen der preußischen Verfassung von 1850 auch auf Frankfurt übertragen wurden. 1899 schlossen sich die beiden bisherigen Konsistorien, das lutherische und das reformierte, mit den lutherischen Kirchengemeinden in Bornheim, Oberrad, Niederrad, Bonames, Niederursel und Hausen zu einer Evangelischen Landeskirche Frankfurt am Main zusammen.

### Fortwirken der Dotation
Die 1830 ausgehandelte Dotation blieb im Grundsatz bis heute bestehen und wurde zuletzt 1962 als fortgeltendes hessisches Landesrecht bestätigt. Trotz mehrfacher Bemühungen war die Stadt bis 1866 nicht bereit, den von ihr geleisteten Zuschuss von jährlich 28.500 Gulden zu den Pfarrergehältern und Kultuskosten zu erhöhen. Dieser Betrag blieb über alle Währungsreformen hinweg unverändert und beläuft sich heute auf jährlich 24.980 Euro. Sämtliche Naturalleistungen, z. B. die Lieferung von jährlich 96 Klafter Buchenscheitholz, wurden im Laufe der Zeit abgelöst, die letzten 1940.
Weit größere Beträge flossen und fließen in den Unterhalt der Kirchen. Von den ursprünglich sechs Dotationskirchen wurde eine, die alte Heilig-Geist-Kirche, schon 1840 abgerissen und gegen die Alte Nikolaikirche getauscht. Die baufällige Dreikönigskirche und die Peterskirche wurden Ende des 19. Jahrhunderts abgerissen und auf Kosten der Stadt neugebaut.
Nach der Zerstörung im Zweiten Weltkrieg baute die Stadt alle Kirchen bis auf die Weißfrauenkirche wieder auf. Im Tausch gegen die Paulskirche erhielt die evangelische Kirche 1954 das Dominikanerkloster und die dazugehörige Heiliggeistkirche zugewiesen.

### Evangelisch-reformierte Kirche
Die etwa 2000 Mitglieder der beiden reformierten Gemeinden, der deutsch-reformierten und der französisch-reformierten, bildeten 1820 ein eigenes evangelisch-reformiertes Konsistorium. Die Gemeinden hatten nach der Konstitutionsergänzungsakte „alle Kosten ihres Religions-Cultus vertragsgemäß ohne Concurrenz des Stadt-Ärarii aus eigenen Mitteln“ zu bestreiten und wurden daher auch nicht in die Dotation von 1830 einbezogen.
Seit 1817 bestand eine Abendmahlsgemeinschaft zwischen Lutheranern und Reformierten, doch kam es anders als in Preußen zu keiner Kirchenunion. Beide Konsistorien bestanden selbständig nebeneinander. Erst 1899 schlossen sich die reformierten Gemeinden der Evangelischen Landeskirche Frankfurt am Main an, wo sie eine eigene reformierte Stadtsynode bildeten. Die beiden Gemeinden bestehen bis heute als Personalkirchengemeinden der Evangelischen Kirche in Hessen und Nassau.

### Katholische Kirche
Die Frankfurter Katholiken hatten seit dem Mittelalter zum Erzbistum Mainz gehört. Ihre Zahl, die nach der Reformation zunächst auf unter 100 gesunken war – abgesehen von den an den weiterbestehenden katholischen Stiftskirchen wirkenden Geistlichen – war im Laufe der Zeit durch Zuwanderung wieder angestiegen. Mit dem Ende der alten Reichsstadt und dem Toleranzedikt von 1806 erreichten sie die volle rechtliche Gleichstellung.
Bald nach der Konstitution der Freien Stadt Frankfurt wurden die alten Beziehungen zu Mainz gelöst und mit Unterstützung des Frankfurter Senats das neue Bistum Limburg gegründet, welches die Katholiken des Herzogtums Nassau und der Freien Stadt Frankfurt zusammenführte. 1822 wurde mit Georg Friedrich von Guaita zum ersten Mal ein Katholik zum Bürgermeister von Frankfurt gewählt. Zwischen den Konfessionen herrschte zunächst ein gutes Einvernehmen, bis nach der Revolution von 1848, vor allem durch das Wirken der Jesuiten, die Distanz wieder wuchs.

### Israelitische Gemeinde

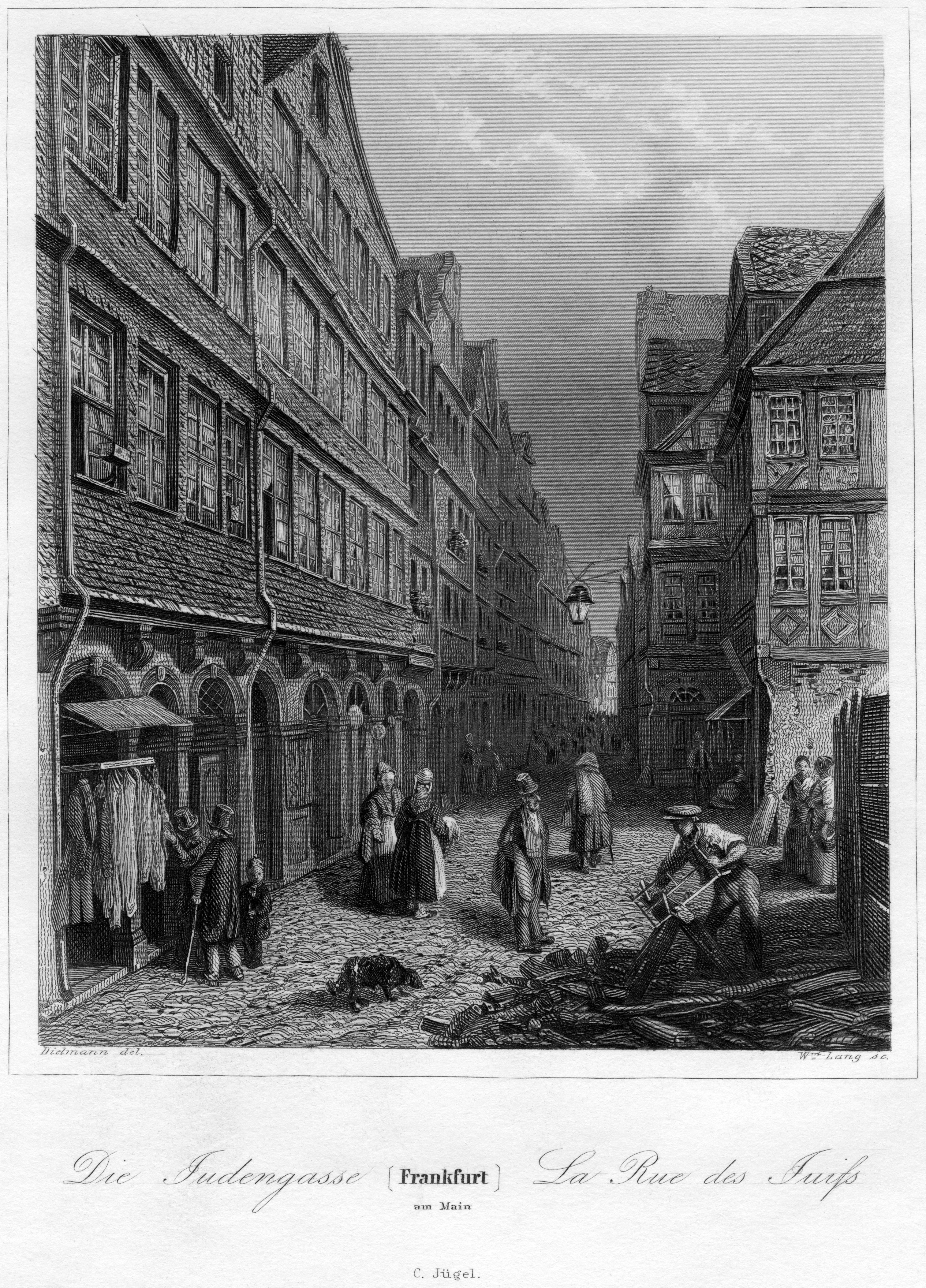
Blick in die Judengasse, 1845
(Stahlstich von Wilhelm Lang nach Vorlage von Jakob Fürchtegott Dielmann)

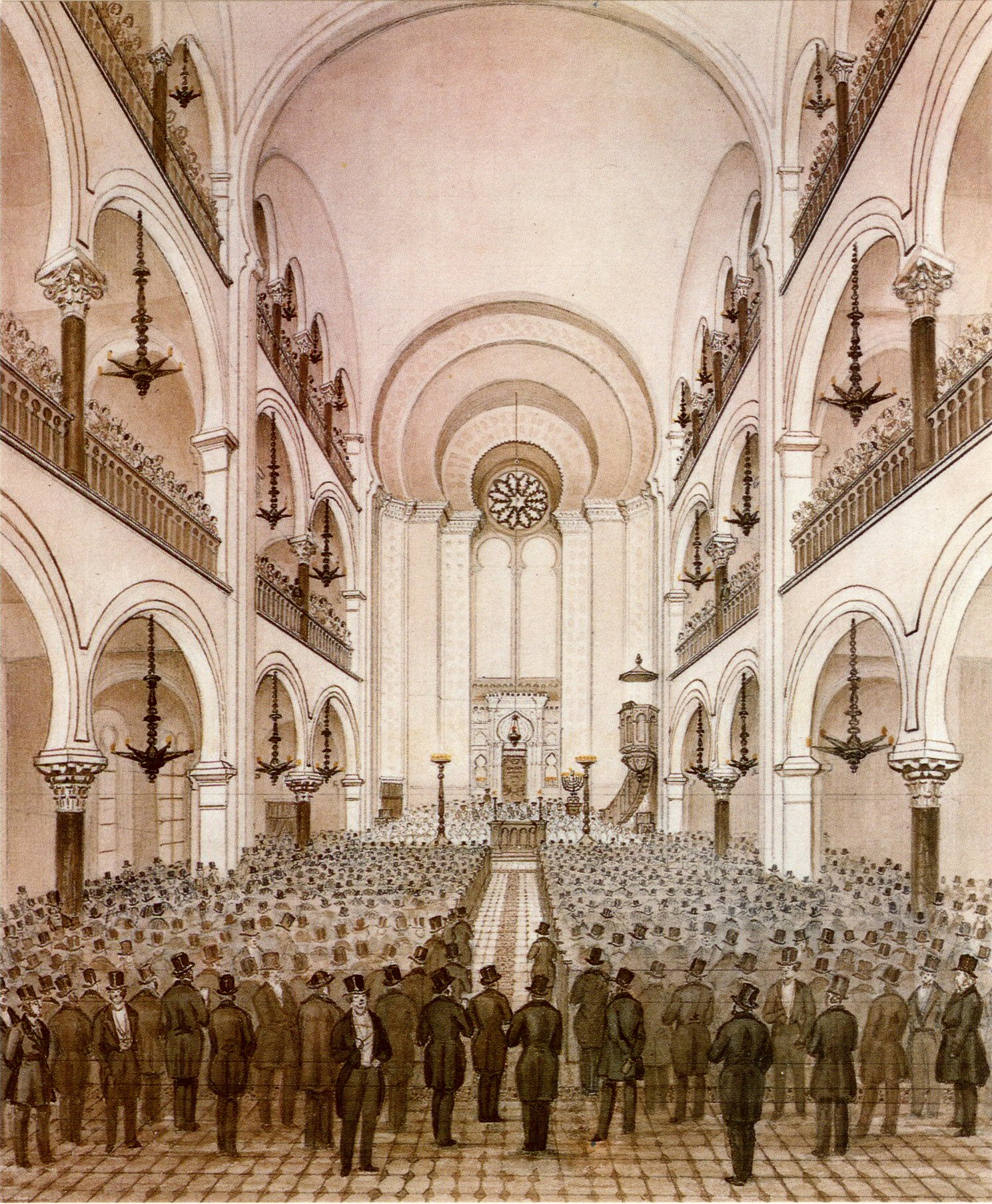
Einweihung der Hauptsynagoge am 23. März 1860

Seit 1462 waren die Frankfurter Juden gezwungen gewesen, in der Judengasse zu wohnen. Auch nach dem faktischen Ende des Ghettos, das bei der Belagerung Frankfurts 1796 in Brand geschossen worden war, dauerte es noch ein Menschenalter bis zur endgültigen Emanzipation. Zwar durften sich die Bewohner der zerstörten Judengasse im christlichen Teil der Stadt niederlassen, und das Dalbergsche Toleranzedikt von 1806 verschaffte auch ihnen die bürgerliche Gleichberechtigung. Dennoch erstellte die Stadt Frankfurt noch 1807 eine neue Stättigkeit und wies den Juden wiederum die Judengasse als Quartier zu. Erst Dalbergs Höchste Verordnung, die bürgerliche Rechtsgleichheit der Judengemeinde zu Frankfurt betreffend hob 1811 Ghettozwang und Sonderabgaben endgültig auf. Dafür allerdings hatte die Gemeinde eine Abschlagszahlung von 440.000 Gulden zu leisten.

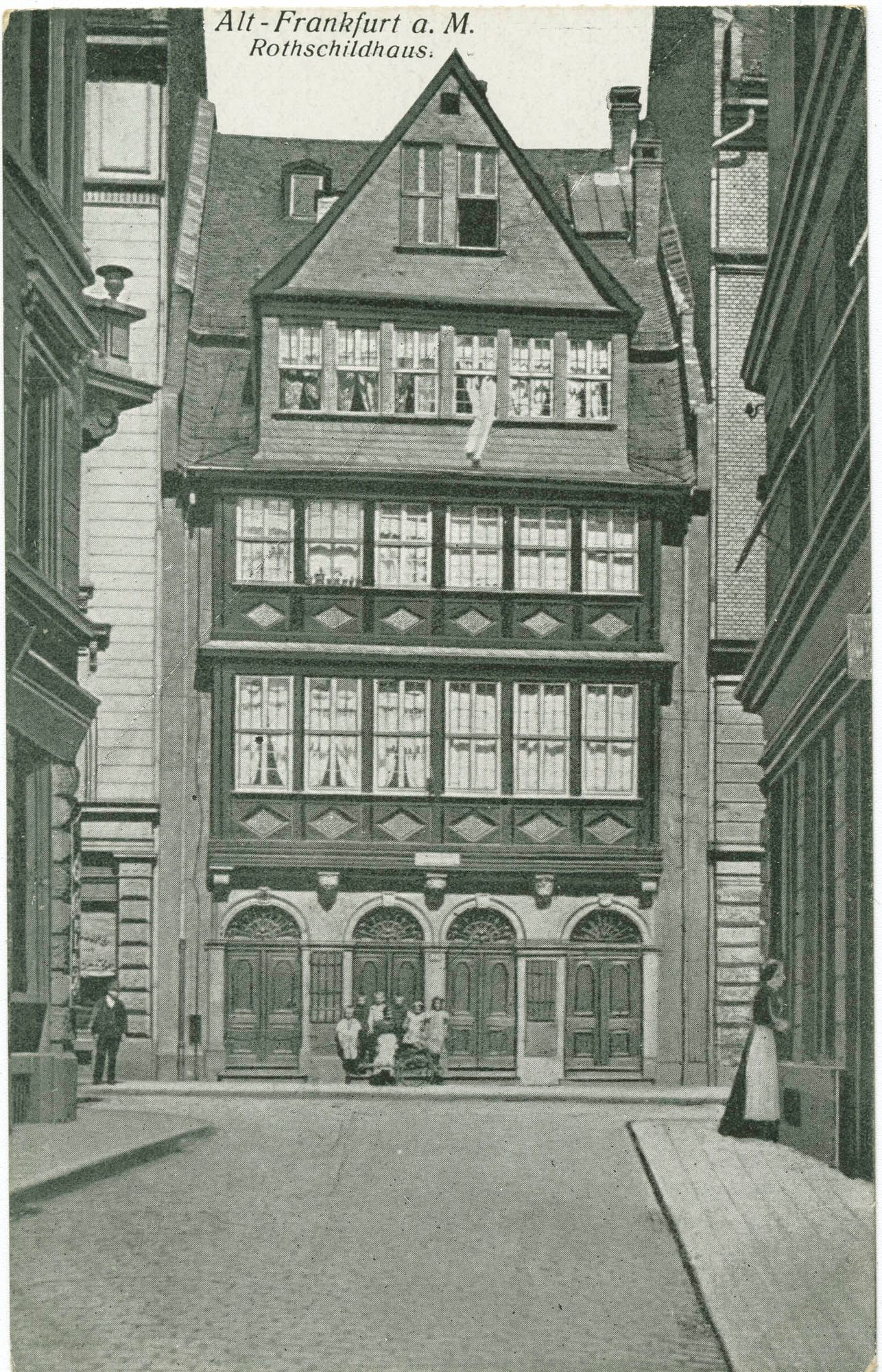
Rothschildhaus in der Börnestraße, der einstigen Judengasse

Mit dem Inkrafttreten der Konstitutionsergänzungsakte 1816 beschnitt der Senat die bürgerlichen Rechte der über 4000 Frankfurter Juden erneut, unter Berufung auf den mehrheitlichen Willen der christlichen Bürgerschaft, vor allem des Handwerks und des Handels, die die Konkurrenz der jüdischen Bürger fürchteten. Der Ghettozwang aber blieb aufgehoben. 1824 wurden die Juden den Christen privatrechtlich gleichgestellt, aber erst 1864 hob Frankfurt als zweiter deutscher Staat nach dem Großherzogtum Baden (1862) alle Beschränkungen der Bürgerrechte auf und stellte die Juden den übrigen Bürgern gleich.
Aufgrund der beengten Wohnverhältnisse verließen die meisten Juden im Laufe des 19. Jahrhunderts das ehemalige Ghetto und ließen sich überwiegend in den benachbarten Vierteln nieder, später auch in den Neubauvierteln außerhalb der Wallanlagen. Die Judengasse wurde zu einem Armenviertel, dessen Einwohner in untragbaren hygienischen Verhältnissen lebten. Obwohl das pittoreske Straßenbild Touristen und Maler anzog, wollte sich die Stadt deshalb der Reste des Ghettos entledigen, was aber bis zum Ende der Freien Stadt nicht mehr gelang. Erst 1874 wurden zunächst die mittlerweile als unbewohnbar geltenden Häuser auf der Westseite der Judengasse abgerissen, die Häuser der Ostseite standen sogar bis 1884. Zu den wenigen Gebäuden des ehemaligen Ghettos, die erhalten blieben, gehörte das als Museum genutzte Stammhaus der Rothschilds in der Judengasse Nr. 148. Mayer Amschels Witwe, Gutele Rothschild, geborene Schnaper, hatte es auch nach der 1817 erfolgten Erhebung ihrer fünf Söhne in den Adelsstand nicht verlassen, sondern wohnte bis zu ihrem Tode in diesem kleinen Haus im Ghetto, in dem die Finanzdynastie gegründet worden war.
In der ersten Hälfte des 19. Jahrhunderts wuchsen die Spannungen zwischen den orthodoxen Juden Frankfurts und den Anhängern des Reformjudentums unter Rabbiner Abraham Geiger. 1844 berief der Gemeindevorstand den Rabbiner Leopold Stein nach Frankfurt, einen gemäßigten Vertreter des Reformflügels. Die Berufung spaltete die Gemeinde, da der amtierende Oberrabbiner Salomon Abraham Trier ein entschiedener Gegner Steins war. 1851 trennte sich die Orthodoxe Vereinigung unter Führung des Rabbiners Samson Raphael Hirsch von der Israelitischen Gemeinde, in der neben dem liberalen weiterhin auch ein orthodoxer Flügel verblieb.
Geistliches Zentrum der Gemeinde war die Synagoge. Bereits 1854 hatte die israelitische Gemeinde auf Betreiben Leopold Steins die alte Synagoge von 1711 abreißen und 1859/60 durch einen repräsentativen Neubau für über 1000 Besucher ersetzen lassen. Die Festrede bei der Einweihung der Hauptsynagoge am 23. März 1860 hielt Rabbiner Stein in Anwesenheit der beiden Bürgermeister und des Senats. Darin betonte er, dass die neue Synagoge ein Symbol für die Verbundenheit der israelitischen Gemeinde mit der alten Religion und die Zugehörigkeit zur deutschen Nation sei. Aufgrund dieser Rede kam es zu einem Eklat im Gemeindevorstand, der zwei Jahre später zum Rücktritt Steins von seinem Rabbineramt führte.

## Auswärtige Beziehungen
Die Freie Stadt Frankfurt unterhielt diplomatische Beziehungen mit zahlreichen europäischen Staaten sowie mit den Vereinigten Staaten von Amerika. Eigene Gesandtschaften und Konsulate in Frankfurt besaßen die Staaten Baden, Bayern, Belgien, Dänemark, Frankreich, Großbritannien, Hannover, Hessen-Darmstadt, Hessen-Kassel, Nassau, Österreich, Preußen, Russland, Sachsen, Schweden und Norwegen, beide Sizilien, die USA und Württemberg. Gemeinsame Vertretungen besaßen folgende Staaten:
- Hohenzollern, Liechtenstein, Waldeck, Reuß, Schaumburg-Lippe und Lippe,
- Mecklenburg,
- Oldenburg, Anhalt und Schwarzburg sowie
- die großherzoglichen und herzoglichen sächsischen Häuser.

Im Bundestag des Deutschen Bundes war die Freie Stadt durch einen eigenen Gesandten vertreten. Dieser wurde vom Senat der Freien Stadt Frankfurt, dem obersten Exekutivorgan der Freien Stadt, delegiert und war deren diplomatischer Vertreter gegenüber der Diplomatie des Deutschen Bundes.
Gemäß Artikel IV, V und IX der Deutschen Bundesakte von 1815 mussten die Vertreter der vier freien Städte die 17. Stimme im engeren Rat als „Kuriatstimme“ miteinander teilen. Die gemeinsame Stimme erhielt nur bei Einstimmigkeit aller vier freien Städte ihre Gültigkeit.
Im nach Artikel VI und VII für bestimmte Bundesangelegenheiten zuständigen Plenum besaß Frankfurt eine eigene Stimme.

## Militärwesen

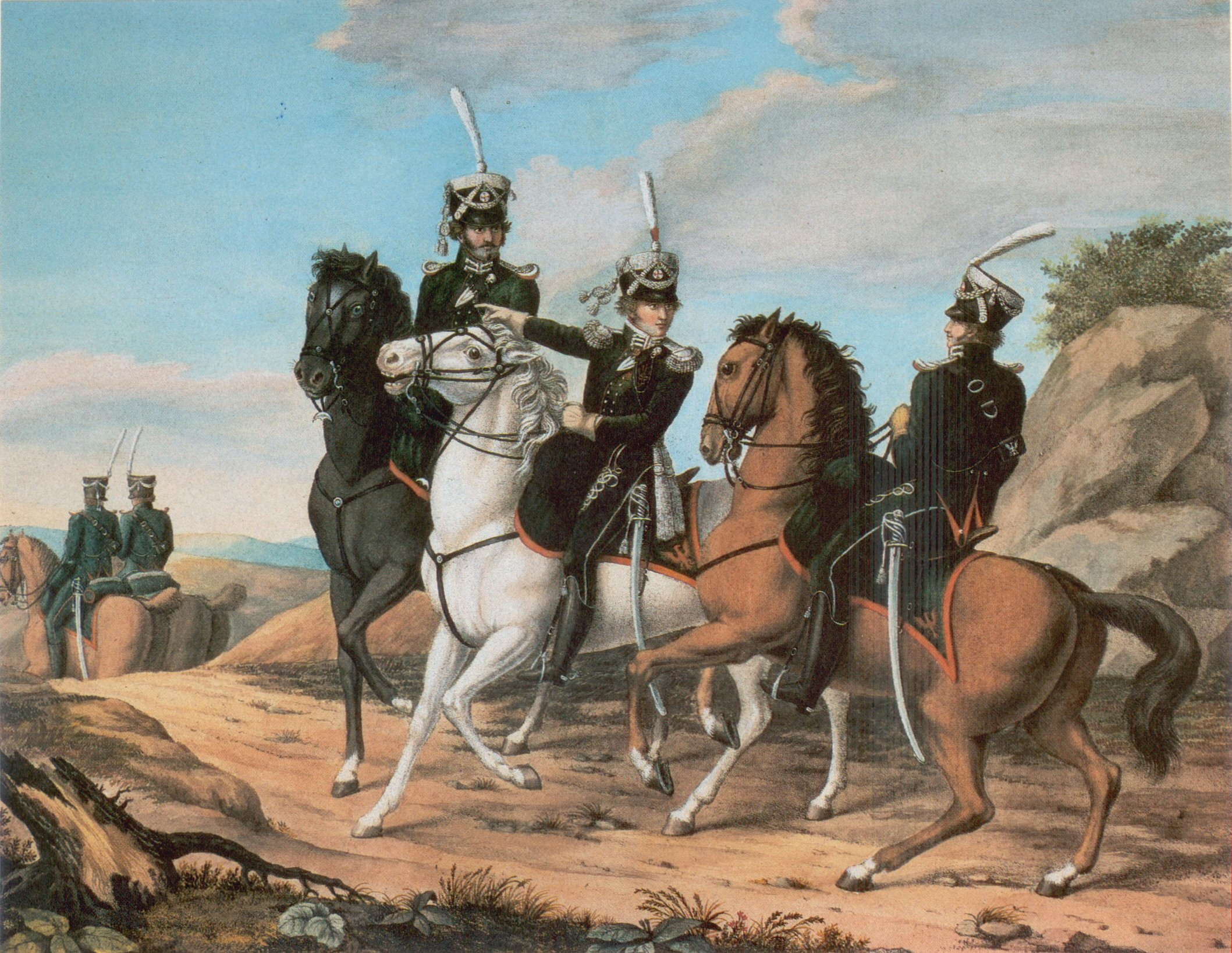
Der Freiwillige Landsturm zu Pferde, ca. 1840

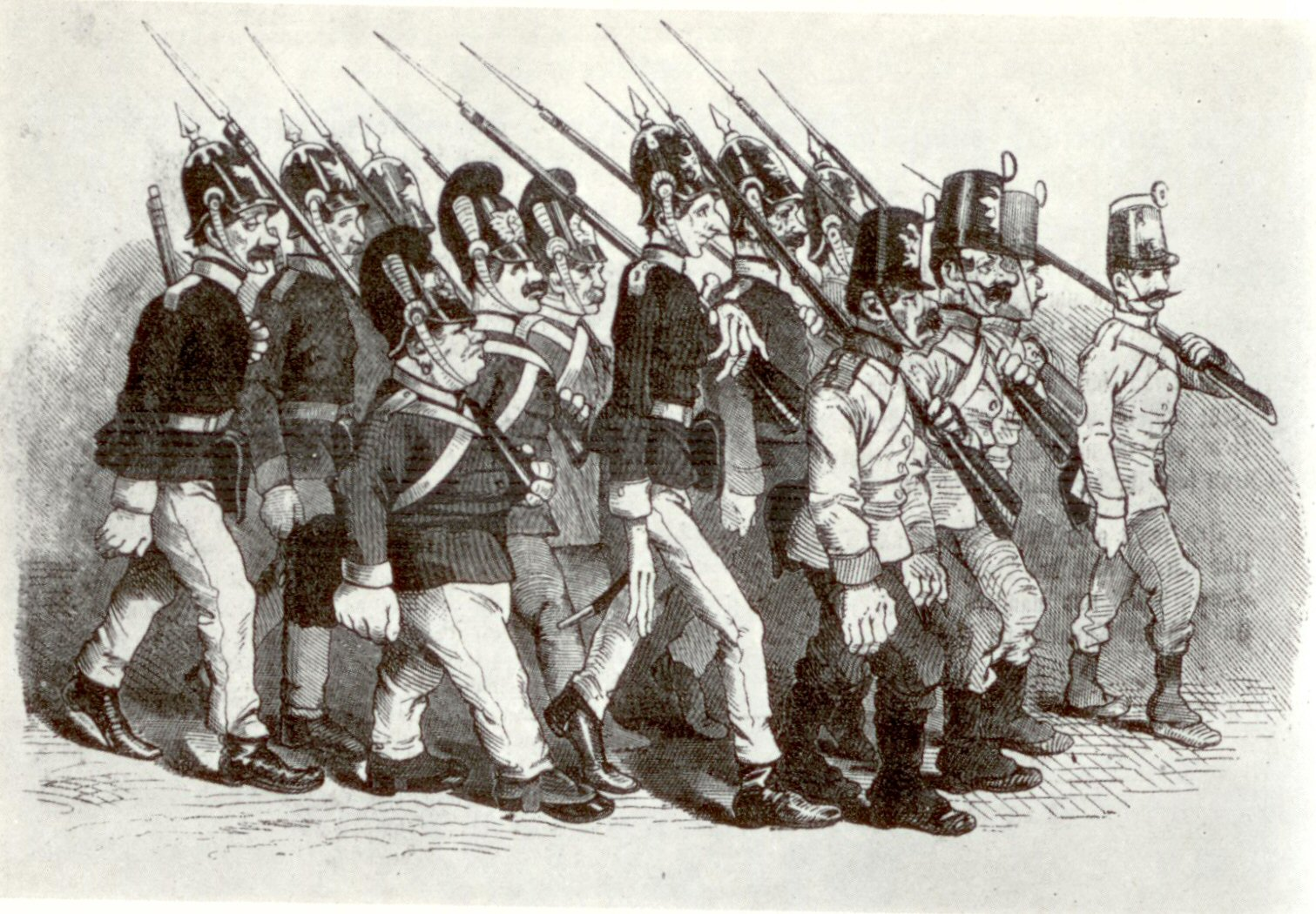
Karikatur der Frankfurter Latern auf die Gemischte Patrouille

Das Militär der Freien Stadt Frankfurt bestand aus dem 700 Mann starken Linienbataillon unter dem Befehl eines Obristlieutenants, wovon die Stadt zum Bundeskontingent 579 Mann stellte. Dieses Bataillon war stets zum Schutz des Hauptquartiers des Bundesheeres eingeteilt. Das Linienmilitär bestand aus süddeutschen Söldnern. Die sechs Kompanien des Linienbataillons blieben bei der Besetzung Frankfurts am Nachmittag des 16. Juli 1866 in ihren Kasernen und Wachlokalen. Am Abend übergab es die Hauptwache mit allen militärischen Ehren an die preußische Armee. 10 Tage später, am 26. Juli 1866, wurde das Bataillon nach einem letzten Appell aufgelöst und die Soldaten nach Abgabe ihrer Waffen aus dem Dienst entlassen. Je nach Dienstzeit erhielten sie eine Abfindung zwischen 50 und 250 Gulden. Viele von ihnen ließen sich anschließend von der französischen Fremdenlegion anwerben oder traten in hanseatisches Militär ein.
Bis 1848 bestand neben dem Linienmilitär das 1823 aufgestellte Corps der Freiwillige Bürgerwehr unter dem Kommando eines Obristen. Alle männlichen Frankfurter zwischen 21 und 25 Jahren waren zum Kriegsdienst verpflichtet, konnten sich aber durch Stellung eines Ersatzmannes vertreten lassen. Alle waffenfähigen Bürger waren einer der Einheiten der Stadtwehr zugeteilt:
- Eine Schwadron Reiterei, der Freiwillige Landsturm zu Pferde, mit einer Sollstärke von 200 Reitern,
- Ein Bataillon freiwilliger Jäger,
- Ein Bataillon freiwilliger Artillerie,
- Ein Bataillon Scharfschützen
- Drei Bataillons Infanterie, eingeteilt nach drei Altersklassen,
- Ein Löschbataillon, einer militärisch organisierten Einheit der Frankfurter Feuerwehr.

Einen weiteren Verband der Stadtwehr formierten die Veteranen.
Die von den Dörfern gestellte Mannschaft bildete eine Landwehr aus zwei Bataillonen. Die Bewohner von Oberrad, Niederrad und Hausen stellten das erste, die von Bornheim, Nieder-Erlenbach, Dortelweil, Bonames und Niederursel das zweite Bataillon.
Nach den Septemberunruhen 1848 wurde die Bürgerwehr entwaffnet und aufgelöst. Die Stadt erhielt eine Besatzung aus je einem Bataillon preußischer, österreichischer und bayerischer Infanterie, welche zusätzlich zum Frankfurter Linienmilitär die Sicherheit der Stadt und des Bundestages gewährleisten sollte. Ein fester Bestandteil des Stadtbildes war seitdem die gemischte Patrouille, eine Einheit aus je drei Soldaten der vier Militärverbände unter wechselndem Kommando.

## Währung und Maßeinheiten

### Währung

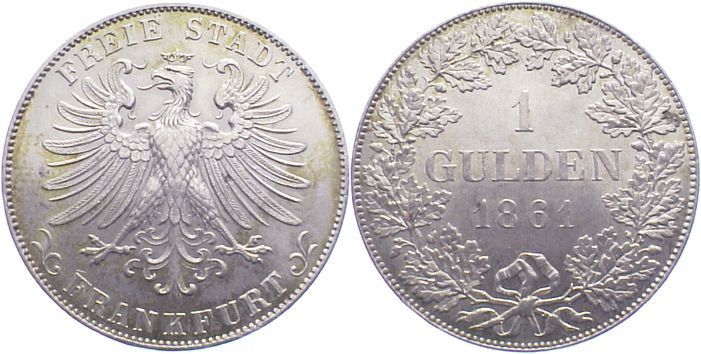
Frankfurter Guldenmünze von 1861

Wichtigste Rechnungseinheit im Frankfurter Finanzwesen war der Gulden, eine Kurantmünze, deren Münzfuß seit dem Münchner Münzvertrag von 1837 auf 24 ½ Gulden auf eine feine Mark Silber festgelegt war. Ein Gulden entsprach somit 9,545 Gramm reinem Silber. Die in Frankfurt geprägten Münzen trugen auf einer Seite den Frankfurter Adler, auf der anderen Seite den Schriftzug „1 Gulden“ mit der Jahreszahl, umkränzt von Eichenlaub. Sonderprägungen zeigten andere Motive, z. B. zu Goethes hundertstem Geburtstag 1849. Auf den Rand der Münzen war die Devise Stark im Recht geprägt.
Der Gulden wurde unterteilt in 60 Kreuzer. Es gab Scheidemünzen zu einem, drei und sechs Kreuzern und Silbermünzen zu 12, 24 und 30 Kreuzern. Eine Münze im Wert von vier Kreuzern war der Batzen.

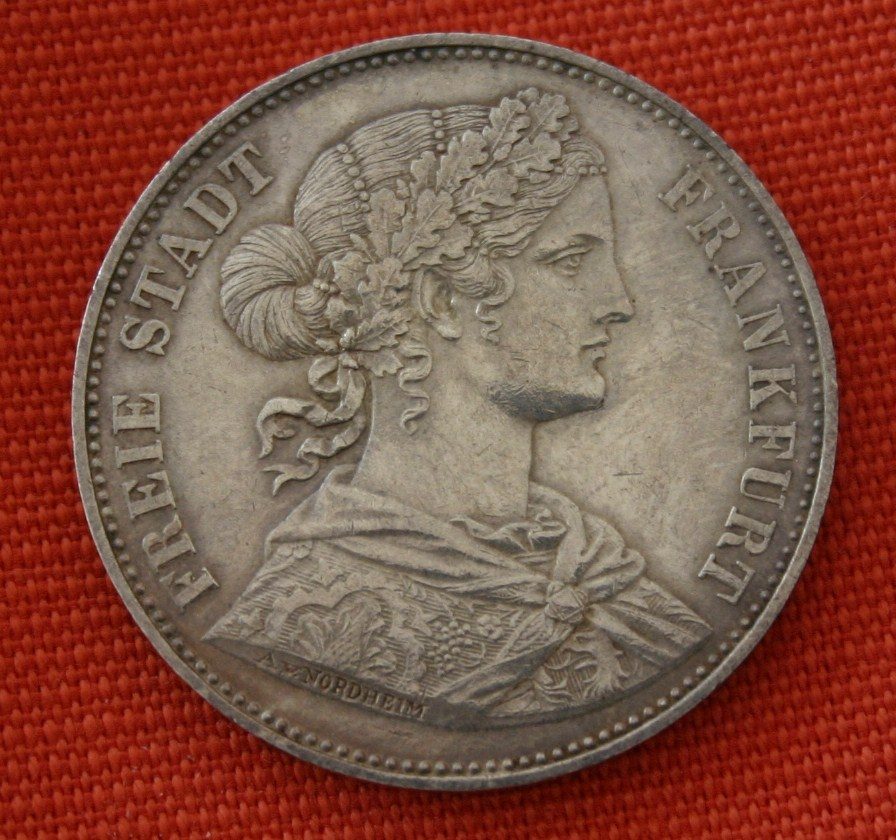
Vereinstaler von 1865

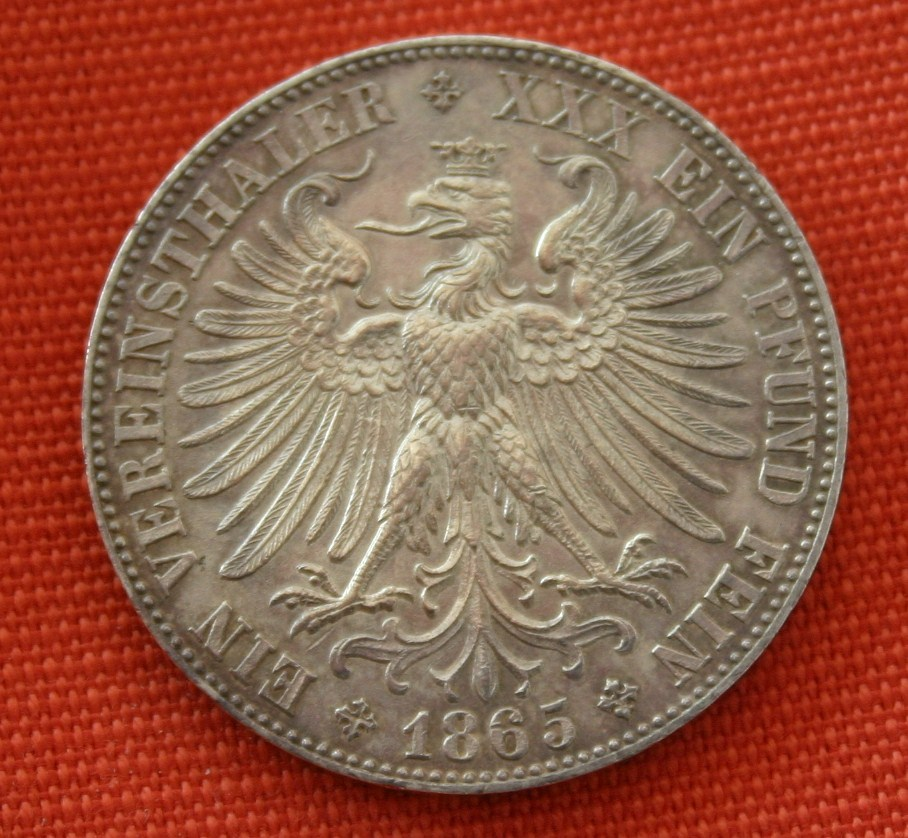
Rückseite der Münze

Ab 1857 prägte man in Frankfurt auch Vereinstaler mit einem Münzfuß von 14 Talern auf eine Mark Silber. Zwei Taler entsprachen damit im Wert 3 ½ Gulden. Die Frankfurter Vereinstaler trugen auf einer Seite das Profilbild einer allegorischen Frauengestalt, der Francofurtia, gestaltet von dem Bildhauer August von Nordheim. Vorbild für die Frankofurtia soll die Schauspielerin Fanny Janauschek gewesen sein. Auf der anderen Seite zeigten die Taler den Frankfurter Adler mit dem umlaufenden Schriftzug „Ein Vereinstaler – XXX ein Pfund fein“. Auch bei den Talern gab es Sonderprägungen, z. B. anlässlich des Frankfurter Fürstentages.
Es ist nicht möglich, die Kaufkraft des Gulden in heutiger Währung exakt zu bemessen, da es keinen Warenkorb gibt. Der reine Silberwert des Guldens entspricht bei den heutigen Silberpreisen etwa 6,54 Euro. Eine andere Umrechnungsmethode führt über den von 1871 bis 1914 geltenden Goldstandard mit dem festen Umrechnungswert von 15,5:1 von Silber- in Goldwährung sowie den auf 1914 bezogenen Baupreisindex des Statistischen Bundesamtes (aktuell: 12,304). Daraus ergibt sich eine rechnerische Kaufkraft von 21,09 Euro je Gulden. Ein Kaufkraftvergleich, der auf Daten des Hamburger Staatsarchives und des Statistischen Bundesamtes basiert, ergibt für einen Gulden (1866) eine Kaufkraft von 16,90 Euro.

### Maßeinheiten
In der Freien Stadt Frankfurt waren folgende Maßeinheiten gebräuchlich:
| Frankfurter Einheit                       | Unterteilung                                                              | Metrische Einheit   | Etalon                                                 |
| ----------------------------------------- | ------------------------------------------------------------------------- | ------------------- | ------------------------------------------------------ |
| 1 Werkschuh (Fuß)                         | 12 Zoll = 144 Linien                                                      | 0,2846 Meter        | Messingnormal, 1777                                    |
| 1 Elle                                    | Halbe, Viertel, Achtel usw.                                               | 0,5473 Meter        | Messingnormal, 1778                                    |
| 1 Außenstädtische Feldrute                | 12,5 Werkschuh = 10 Feldschuh = 100 Feldzoll                              | 3,5576 Meter        | Kein                                                   |
| 1 Außenstädtische Waldrute                | 10 Waldfuß = 100 Waldzoll = 1000 Waldlinien = 15,8489 Werkschuh           | 4,511 Meter         | Messing, 1801                                          |
| 1 Feldmorgen                              | 160 Quadratfeldruten = 25.000 Quadratschuh                                | 2025 Quadratmeter   |                                                        |
| 1 Waldmorgen                              | 160 Quadratwaldruten = 40.190 Quadratschuh                                | 3255,5 Quadratmeter |                                                        |
| 1 Hufe oder Hube                          | 30 Feldmorgen                                                             | 60.751 Quadratmeter |                                                        |
| 1 Kubikrute                               | 1953,125 Kubikschuh                                                       | 45,028 Kubikmeter   |                                                        |
| 1 Schenkmaß oder Zapfmaß (Jungmaß)        | 4 junge Schoppen                                                          | 1,608 Liter         | Für Bier, Branntwein und Essig aus Messing gegossen    |
| 1 Ohm                                     | 20 Viertel = 80 Eichmaß oder Altmaß = 320 Schoppen                        | 143,43 Liter        | Eichmaß für Öl und Wein aus Messing gegossen           |
| 1 Fuder                                   | 6 Ohm                                                                     | 860,58 Liter        | Für Weinfässer                                         |
| 1 Stück                                   | 2 Zulast = 8 Ohm                                                          | 1147,44 Liter       | Für Weinfässer                                         |
| 1 Malter oder Achtel                      | 4 Simmer = 8 Mesten = 16 Sechter = 64 Gescheid = 64 Eichmaß = 256 Mäßchen | 114,74 Liter        | Kupfernormale, 1806                                    |
| 1 schweres Pfund (Handelspfund, en gros)  | Halbe, Viertel, Achtel usw.                                               | 505,296 Gramm       | Für den Gebrauch an der Stadtwaage, siehe Speckgewicht |
| 1 leichtes Pfund (Krämerpfund, en detail) | 2 Mark = 16 Unzen = 32 Lot = 128 Quentchen = 256 Pfennig                  | 467,867 Gramm       | augsburgische kölnische Mark, Messing, 1761            |
| 1 Zentner                                 | 100 schwere Pfund = 108 leichte Pfund                                     | 50,53 Kilogramm     |                                                        |